# Liste der Baudenkmäler im Kölner Stadtteil Altstadt-Nord/A–M
Die folgende Liste enthält die in der Denkmalliste ausgewiesenen Baudenkmäler auf dem Gebiet des Stadtteils Köln-Altstadt-Nord, Stadtbezirk Köln-Innenstadt, Nordrhein-Westfalen.
Hinweis: Die Reihenfolge der Baudenkmäler in dieser Liste orientiert sich an den Straßennamen und ist alternativ nach Hausnummern, Denkmallistennummer oder Bezeichnung sortierbar.
Basis ist die offizielle Kölner Denkmalliste (Liste in Überarbeitung: ab Am Alten Posthof: 16. August 2012 / bis Alter Markt: 22. Mai 2015), die Baudenkmäler und Denkmalbereiche auflistet. Dabei kann es sich beispielsweise um Sakralbauten, Wohn- und Fachwerkhäuser, historische Gutshöfe und Adelsbauten, Industrieanlagen, Wegekreuze und andere Kleindenkmäler sowie Grabmale und Grabstätten, die eine besondere Bedeutung für die Geschichte Kölns haben, handeln. Grundlage für die Aufnahme in die offiziellen Denkmallisten ist das Denkmalschutzgesetz Nordrhein Westfalens.

| Bild                                    | Bezeichnung                                                                      | Lage                                                          | Beschreibung | Bauzeit                                                                                     | Einge- tragen seit | Denk- mal- nr. |
| --------------------------------------- | -------------------------------------------------------------------------------- | ------------------------------------------------------------- | --- | ------------------------------------------------------------------------------------------- | ------------------ | -------------- |
| Fotos hochladen                         | Wohnhaus                                                                         | Altstadt-Nord Albertusstr. 3 Karte                            | | um 1850                                                                                     | 31. Januar 1990    | 5494           |
| weitere Bilder Fotos hochladen          | Wohn- und Geschäftshaus                                                          | Altstadt-Nord Albertusstr. 9-11 Karte                         | | um 1910                                                                                     | 7. Juni 1982       | 1042           |
| Fotos hochladen                         | Wohnhaus                                                                         | Altstadt-Nord Albertusstr. 51 Karte                           | | 1959–60                                                                                     | 16. Juni 2005      | 8680           |
| Fotos hochladen                         | Wohnhaus                                                                         | Altstadt-Nord Allerheiligenstr. 18                            | | um 1949                                                                                     | 27. Mai 1987       | 4161           |
| weitere Bilder Fotos hochladen          | Wohn- und Geschäftshaus                                                          | Altstadt-Nord Alte Wallgasse 2a Karte                         | | 1880                                                                                        | 31. Oktober 1985   | 3279           |
| weitere Bilder Fotos hochladen          | Königin-Luise-Schule                                                             | Altstadt-Nord Alte Wallgasse 10 / Albertusstraße o. Nr. Karte | | 1957–59                                                                                     | 19. Mai 1989       | 4968           |
| Fotos hochladen                         | Wohnhaus                                                                         | Altstadt-Nord Altengrabengäßchen 17                           | | um 1880                                                                                     | 18. November 1993  | 6950           |
| Fotos hochladen                         | Wohnhaus                                                                         | Altstadt-Nord Altengrabengäßchen 19                           | | um 1880                                                                                     | 18. November 1993  | 6951           |
| weitere Bilder Fotos hochladen          | Wohn- und Geschäftshaus                                                          | Altstadt-Nord Alter Markt 2 Karte                             | | um 1895                                                                                     | 14. März 1991      | 5932           |
| Fotos hochladen                         | Wohn- und Geschäftshaus                                                          | Altstadt-Nord Alter Markt 4-6 Karte                           | | Inschrift datiert 1896                                                                      | 9. Februar 1989    | 4825           |
| weitere Bilder Fotos hochladen          | Wohn- und Geschäftshaus                                                          | Altstadt-Nord Alter Markt 18 Karte                            | | Inschrift datiert 1721                                                                      | 3. April 1989      | 4893           |
| Fotos hochladen                         | Wohn- und Geschäftshaus                                                          | Altstadt-Nord Alter Markt 20-22 Karte                         | Architekt/Baumeister: Benedikt von Schwelm (zugeschrieben) | errichtet 1580, Rekonstruktion 1910–1912, Wiederaufbau nach 1945                            | 3. Juni 1985       | 2970           |
| weitere Bilder Fotos hochladen          | Wohn- und Geschäftshaus                                                          | Altstadt-Nord Alter Markt 24 Karte                            | Hausname: „Em Hanen“, mit mehreren Kunstwerken von Ewald Mataré | 1958–59                                                                                     | 25. November 1985  | 3335           |
| Fotos hochladen                         | Geschäfts- und Bürogebäude                                                       | Altstadt-Nord Alter Markt 28-32 Karte                         | | 1964–65                                                                                     | 18. Mai 1999       | 8380           |
| Fotos hochladen                         | Wohn- und Geschäftshaus                                                          | Altstadt-Nord Alter Markt 34 / Brigittengässchen 13 Karte     | | 1914                                                                                        | 8. April 1997      | 8078           |
| weitere Bilder Fotos hochladen          | Büro- und Geschäftshaus mit Wohnungen                                            | Altstadt-Nord Alter Markt 36-42 Karte                         | | 1963–64                                                                                     | 15. September 1994 | 7206           |
| Fotos hochladen                         | Wohn- und Geschäftshaus (Haus Stein)                                             | Altstadt-Nord Alter Markt 39 Karte                            | Architekt: Hubert Molis | 1950                                                                                        | 22. Januar 1992    | 6367           |
| Fotos hochladen                         | Wohn- und Geschäftshaus                                                          | Altstadt-Nord Alter Markt 41-43 Karte                         | | 1953–54                                                                                     | 11. März 1996      | 7780           |
| Fotos hochladen                         | Wohn- und Geschäftshaus                                                          | Altstadt-Nord Alter Markt 45 Karte                            | | 1951–53                                                                                     | 21. August 1998    | 8344           |
| weitere Bilder Fotos hochladen          | Wohn- u. Geschäftshaus (Fassade, Dach)                                           | Altstadt-Nord Alter Markt 46-48 Karte                         | Architekt: Hubert Molis | 1951                                                                                        | 25. Juli 2002      | 8586           |
| weitere Bilder Fotos hochladen          | Jan-von-Werth-Brunnen                                                            | Altstadt-Nord Alter Markt o. Nr. Karte                        | Künstler: Wilhelm Albermann | 1884                                                                                        | 1. Juli 1980       | 7              |
| weitere Bilder Fotos hochladen          | Steinerne Pumpe                                                                  | Altstadt-Nord Alter Markt o. Nr. Karte                        | | 18. Jhd.                                                                                    | 1. Juli 1980       | 8              |
| weitere Bilder Fotos hochladen          | Olivandenhof: Fassade                                                            | Altstadt-Nord Am Alten Posthof 88 Karte                       | Siehe auch Zeppelinstraße 9; Architekt: Hermann Eberhard Pflaume | 1913                                                                                        | 18. Dezember 1985  | 3377           |
| weitere Bilder Fotos hochladen          | Verwaltungsgebäude/Bundesbahndirektion                                           | Altstadt-Nord Am Alten Ufer 2-6 Karte                         | | 1906–13                                                                                     | 9. Februar 1987    | 4031           |
| Direkt Bild zu diesem Denkmal hochladen | Wohnhaus                                                                         | Altstadt-Nord Am Alten Ufer 8-12                              | abgerissen | 1906–13                                                                                     | 9. Februar 1987    | 4032           |
| Fotos hochladen                         | Geschäftshaus                                                                    | Altstadt-Nord Am Bollwerk 1-5                                 | | 1965–67                                                                                     | 11. März 1996      | 7781           |
| Fotos hochladen                         | Wohn- und Geschäftshaus                                                          | Altstadt-Nord Am Bollwerk 21                                  | | um 1900                                                                                     | 22. März 1985      | 2842           |
| weitere Bilder Fotos hochladen          | Petrus-Brunnen                                                                   | Altstadt-Nord Am Domhof o. Nr. Karte                          | | 1867                                                                                        | 31. August 1989    | 5208           |
| weitere Bilder Fotos hochladen          | Wohn- und Geschäftshaus                                                          | Altstadt-Nord Am Hof 14 Karte                                 | | datiert 1691                                                                                | 18. Mai 1988       | 4599           |
| weitere Bilder Fotos hochladen          | Wohn- und Geschäftshaus                                                          | Altstadt-Nord Am Hof 28 Karte                                 | |                                                                                             | 6. November 1984   | 2734           |
| weitere Bilder Fotos hochladen          | Wohnhaus/Haus Saaleck                                                            | Altstadt-Nord Am Hof 50 Karte                                 | |                                                                                             | 6. Januar 1989     | 155            |
| Fotos hochladen                         | Pumpe                                                                            | Altstadt-Nord Am Hof o. Nr. Karte                             | |                                                                                             | 1. Juli 1980       | 12             |
| weitere Bilder Fotos hochladen          | Heinzelmännchenbrunnen                                                           | Altstadt-Nord Am Hof o. Nr. Karte                             | |                                                                                             | 1. Juli 1980       | 13             |
| weitere Bilder Fotos hochladen          | Wohnhaus mit ehemaligem Klosterkeller                                            | Altstadt-Nord Am Römerturm 3 Karte                            | | 13. Jahrhundert; 1820/22 und 1972/74                                                        | 7. Mai 1985        | 2952           |
| weitere Bilder Fotos hochladen          | Wohnhaus                                                                         | Altstadt-Nord Am Römerturm 8 Karte                            | Architekt: Adolf Nöcker | 1902                                                                                        | 22. März 1985      | 2843           |
| Fotos hochladen                         | Wohn- und Bürogebäude                                                            | Altstadt-Nord Am Römerturm 27 Karte                           | |                                                                                             | 29. September 2004 | 8664           |
| Fotos hochladen                         | Geschäftshaus (Hotel)                                                            | Altstadt-Nord Am Salzmagazin 2a-6                             | |                                                                                             | 31. August 1989    | 5216           |
| weitere Bilder Fotos hochladen          | Sozialgericht                                                                    | Altstadt-Nord An den Dominikanern 2-2a Karte                  | | 1923/24                                                                                     | 8. Februar 1995    | 7381           |
| weitere Bilder Fotos hochladen          | Wohn- und Geschäftshaus                                                          | Altstadt-Nord An den Dominikanern 9 Karte                     | |                                                                                             | 9. Dezember 1987   | 4358           |
| Fotos hochladen                         | Kreuzgang u. 2 Skulpturen                                                        | Altstadt-Nord An der Rechtschule 7 Karte                      | |                                                                                             | 1. Juli 1980       | 18             |
| weitere Bilder Fotos hochladen          | Museum für Angewandte Kunst                                                      | Altstadt-Nord An der Rechtschule 7 Karte                      | Architekten: Rudolf Schwarz zusammen mit Josef Bernard | 1953–57                                                                                     | 19. Mai 1989       | 4969           |
| weitere Bilder Fotos hochladen          | Geschäftshaus (Fassade m. Konstruktion/Kaufhof) u. Parkhaus                      | Altstadt-Nord An St. Agatha o. Nr. Karte                      | |                                                                                             | 6. Dezember 1990   | 5828           |
| weitere Bilder Fotos hochladen          | Kirche St. Andreas                                                               | Altstadt-Nord Andreaskloster 3 Karte                          | |                                                                                             | 7. Dezember 1981   | 849            |
| weitere Bilder Fotos hochladen          | Kirche St. Aposteln                                                              | Altstadt-Nord Apostelnkloster 10 Karte                        | |                                                                                             | 19. Oktober 1982   | 1137           |
| weitere Bilder Fotos hochladen          | Institutsgebäude                                                                 | Altstadt-Nord Apostelnkloster 13-15 Karte                     | ehemals Sitz des Amerika Hauses, jetzt der Fritz Thyssen Stiftung |                                                                                             | 19. Mai 1989       | 4970           |
| weitere Bilder Fotos hochladen          | Büro- und Geschäftshaus                                                          | Altstadt-Nord Apostelnkloster 17-19 Karte                     | Architekt: Gerd Rose | 1954                                                                                        | 1. September 1997  | 8144           |
| weitere Bilder Fotos hochladen          | Platzgestaltung/Grünanlage                                                       | Altstadt-Nord Apostelnkloster o. Nr. Karte                    | |                                                                                             | 1. Juli 1980       | 19             |
| weitere Bilder Fotos hochladen          | Geschäftshaus „Nürnberger“-Haus                                                  | Altstadt-Nord Apostelnstr. 1-3 Karte                          | |                                                                                             | 7. September 1990  | 5660           |
| Fotos hochladen                         | Wohn- und Geschäftshaus                                                          | Altstadt-Nord Apostelnstr. 4 Karte                            | Architekt: Peter Franz Nöcker | 1950                                                                                        | 25. November 1991  | 6293           |
| Fotos hochladen                         | Wohn- und Geschäftshaus                                                          | Altstadt-Nord Apostelnstr. 19 Karte                           | |                                                                                             | 19. September 1989 | 5263           |
| weitere Bilder Fotos hochladen          | Wohn- und Geschäftshaus                                                          | Altstadt-Nord Apostelnstr. 42 Karte                           | | um 1880                                                                                     | 17. Juli 1997      | 8117           |
| Fotos hochladen                         | Wohn- und Geschäftshaus                                                          | Altstadt-Nord Apostelnstr. 44 Karte                           | | um 1880                                                                                     | 1. September 1997  | 8145           |
| weitere Bilder Fotos hochladen          | Wohn- und Geschäftshaus                                                          | Altstadt-Nord Appellhofplatz 1a Karte                         | |                                                                                             | 1. Oktober 1990    | 5705           |
| weitere Bilder Fotos hochladen          | EL-DE-Haus                                                                       | Altstadt-Nord Appellhofplatz 21-25 Karte                      | |                                                                                             | 22. August 1985    | 3107           |
| weitere Bilder Fotos hochladen          | Wohn- und Geschäftshaus                                                          | Altstadt-Nord Appellhofplatz 31 Karte                         | | um 1900                                                                                     | 3. Juli 1990       | 5622           |
| weitere Bilder Fotos hochladen          | Amtsgericht                                                                      | Altstadt-Nord Appellhofplatz o. Nr. Karte                     | | 1883–1893                                                                                   | 22. Dezember 1983  | 1932           |
| Fotos hochladen                         | Wohnhaus                                                                         | Altstadt-Nord Auf dem Rothenberg 4 Karte                      | | um 1935                                                                                     | 17. Oktober 1984   | 2721           |
| Fotos hochladen                         | Wohn- und Geschäftshaus                                                          | Altstadt-Nord Auf dem Rothenberg 6 Karte                      | | um 1935                                                                                     | 12. Juni 1987      | 4176           |
| Fotos hochladen                         | Wohn- und Geschäftshaus                                                          | Altstadt-Nord Auf dem Rothenberg 8 Karte                      | |                                                                                             | 24. Juli 1989      | 5143           |
| weitere Bilder Fotos hochladen          | Wohn- und Geschäftshaus                                                          | Altstadt-Nord Auf dem Rothenberg 9a-11                        | |                                                                                             | 18. November 1993  | 6968           |
| weitere Bilder Fotos hochladen          | Geschäftshaus                                                                    | Altstadt-Süd Augustinerstr. 5 Karte                           | Architekt Karl Band | 1954/55                                                                                     | 6. Januar 1992     | 6328           |
| weitere Bilder Fotos hochladen          | Büro-, Geschäfts- und Wohnhaus                                                   | Altstadt-Nord Augustinerstr. 7 Karte                          | | 1956                                                                                        | 13. April 1993     | 6795           |
| weitere Bilder Fotos hochladen          | Kirche/Turm u. Kapelle Klein St. Martin                                          | Altstadt-Nord Augustinerstr. 23–25 Karte                      | | 1460–86                                                                                     | 19. Mai 1982       | 1010           |
| weitere Bilder Fotos hochladen          | Deichmannhaus                                                                    | Altstadt-Nord Bahnhofsvorplatz 1 Karte                        | |                                                                                             | 13. Dezember 1985  | 3376           |
| weitere Bilder Fotos hochladen          | Empfangshalle des Hauptbahnhofes                                                 | Altstadt-Nord Bahnhofsvorplatz o. Nr. Karte                   | |                                                                                             | 17. November 1987  | 4347           |
| Fotos hochladen                         | Wohnhaus                                                                         | Altstadt-Nord Benesisstr. 31 Karte                            | |                                                                                             | 7. Oktober 1991    | 6216           |
| weitere Bilder Fotos hochladen          | Wohn- und Geschäftshaus                                                          | Altstadt-Nord Benesisstr. 34 Karte                            | |                                                                                             | 5. November 1992   | 6658           |
| weitere Bilder Fotos hochladen          | Wohnhaus                                                                         | Altstadt-Nord Benesisstr. 53 Karte                            | |                                                                                             | 26. August 1982    | 1058           |
| Fotos hochladen                         | Wohnhaus                                                                         | Altstadt-Nord Benesisstr. 57 Karte                            | |                                                                                             | 4. Februar 1982    | 963            |
| weitere Bilder Fotos hochladen          | Wohn- und Geschäftshaus                                                          | Altstadt-Nord Benesisstr. 60 Karte                            | | um 1870–80                                                                                  | 9. Juni 1982       | 1047           |
| Fotos hochladen                         | Wohnhaus                                                                         | Altstadt-Nord Benesisstr. 62 Karte                            | | um 1890                                                                                     | 17. Oktober 1984   | 2723           |
| Fotos hochladen                         | Wohnhaus                                                                         | Altstadt-Nord Blumenstr. 9                                    | |                                                                                             | 16. Oktober 1997   | 8177           |
| Fotos hochladen                         | Brunnen                                                                          | Altstadt-Nord Börsenplatz o.Nr. Karte                         | Bildhauer: Heribert Calleen | 1965                                                                                        | 15. März 1994      | 7079           |
| Fotos hochladen                         | Wohn- und Geschäftshaus                                                          | Altstadt-Nord Brandenburger Str. 3                            | |                                                                                             | 5. März 1993       | 6744           |
| Fotos hochladen                         | Wohn- und Geschäftshaus                                                          | Altstadt-Nord Brandenburger Str. 5                            | |                                                                                             | 5. März 1993       | 6745           |
| Fotos hochladen                         | Wohn- und Geschäftshaus                                                          | Altstadt-Nord Brandenburger Str. 21                           | |                                                                                             | 5. März 1993       | 6746           |
| Fotos hochladen                         | Geschäfts- und Bürogebäude                                                       | Altstadt-Nord Breite Str. 2–4 Karte                           | Architekten: Hähnlein und Neumann | 1960                                                                                        | 15. September 1994 | 7207           |
| weitere Bilder Fotos hochladen          | Karstadt-Fassade                                                                 | Altstadt-Nord Breite Str. 103–135 Karte                       | |                                                                                             | 24. Februar 1988   | 4453           |
| Fotos hochladen                         | Büro- und Geschäftshaus                                                          | Altstadt-Nord Breite Str. 118–120 Karte                       | | 1910                                                                                        | 12. Juni 1997      | 8105           |
| weitere Bilder Fotos hochladen          | Wohn- und Geschäftshaus                                                          | Altstadt-Nord Breite Str. 132 Karte                           | |                                                                                             | 14. Dezember 1981  | 858            |
| weitere Bilder Fotos hochladen          | Geschäftshaus (Mantelhaus Goertz)                                                | Altstadt-Nord Brückenstr. 2-4 Karte                           | Architekten: Brüder Bunge (Günter Bunge und Hans Bunge). Der Denkmalschutz wurde 2023 aufgehoben | um 1955                                                                                     | 10. Juli 1991      | 6136           |
| weitere Bilder Fotos hochladen          | Büro- und Geschäftshaus                                                          | Altstadt-Nord Brückenstr. 17 Karte                            | Architekt: Georg Falck | 1914                                                                                        | 1. Juli 1980       | 25             |
| weitere Bilder Fotos hochladen          | Geschäfts- und Verwaltungsbau (Disch-Haus)                                       | Altstadt-Nord Brückenstr. 19 Karte                            | ehemals ein städtisches Verwaltungsgebäude; Architekt: Bruno Paul | 1929/30                                                                                     | 15. Oktober 1981   | 787            |
| weitere Bilder Fotos hochladen          | Geschäftshaus/Theaterrestaurant „Opernterrassen“                                 | Altstadt-Nord Brüderstr. 2 Karte                              | | 1957                                                                                        | 19. Mai 1989       | 4972           |
| weitere Bilder Fotos hochladen          | Schauspiel Köln                                                                  | Altstadt-Nord Brüderstr. 4 Karte                              | | 1962                                                                                        | 19. Mai 1989       | 4973           |
| Direkt Bild zu diesem Denkmal hochladen | Wohn- und Geschäftshaus                                                          | Altstadt-Nord Bürgerstr. 2                                    | „Rotes Haus“; abgerissen |                                                                                             | 11. März 1999      | 8398           |
| Fotos hochladen                         | Wohn- und Geschäftshaus                                                          | Altstadt-Nord Bürgerstr. 8-10 Karte                           | Gegenseite des Hauses „Alter Markt 45“; Architekt Ludwig Albert | 1951–53                                                                                     | 21. August 1998    | 8344           |
| weitere Bilder Fotos hochladen          | Wohnhaus                                                                         | Altstadt-Nord Burgmauer 1 Karte                               | Architekt Bernhard Hertel | 1913                                                                                        | 7. Mai 1991        | 6046           |
| weitere Bilder Fotos hochladen          | Büro- und Geschäftshaus                                                          | Altstadt-Nord Burgmauer 2 Karte                               | Touristeninformation |                                                                                             | 19. Mai 1989       | 5008           |
| Fotos hochladen                         | Wohnhaus                                                                         | Altstadt-Nord Burgmauer 3 Karte                               | |                                                                                             | 28. Oktober 1992   | 6648           |
| Fotos hochladen                         | Wohn- und Geschäftshaus                                                          | Altstadt-Nord Burgmauer 4 Karte                               | |                                                                                             | 30. Oktober 1991   | 6261           |
| Fotos hochladen                         | Wohnhaus                                                                         | Altstadt-Nord Burgmauer 5                                     | |                                                                                             | 28. Oktober 1992   | 6649           |
| Fotos hochladen                         | Wohn- und Geschäftshaus                                                          | Altstadt-Nord Burgmauer 6 Karte                               | |                                                                                             | 29. August 1991    | 6198           |
| weitere Bilder Fotos hochladen          | Wohn- und Geschäftshaus                                                          | Altstadt-Nord Burgmauer 8 Karte                               | |                                                                                             | 30. Oktober 1991   | 6260           |
| weitere Bilder Fotos hochladen          | Wohn- und Geschäftshaus                                                          | Altstadt-Nord Burgmauer 10 Karte                              | |                                                                                             | 29. August 1991    | 6201           |
| weitere Bilder Fotos hochladen          | Wohn- und Geschäftshaus                                                          | Altstadt-Nord Burgmauer 12 Karte                              | |                                                                                             | 19. August 1992    | 6598           |
| Fotos hochladen                         | Wohnhaus (Kapitelhaus) m. Kapelle                                                | Altstadt-Nord Burgmauer 13 Karte                              | |                                                                                             | 22. Mai 1992       | 6500           |
| weitere Bilder Fotos hochladen          | Wohn- und Geschäftshaus                                                          | Altstadt-Nord Burgmauer 14 Karte                              | |                                                                                             | 28. Oktober 1991   | 6246           |
| weitere Bilder Fotos hochladen          | Geschäftshaus (ehem. Hotel)                                                      | Altstadt-Nord Burgmauer 14a Karte                             | |                                                                                             | 16. Januar 1992    | 6349           |
| weitere Bilder Fotos hochladen          | Büro- und Geschäftshaus                                                          | Altstadt-Nord Burgmauer 18                                    | |                                                                                             | 29. August 1991    | 6194           |
| weitere Bilder Fotos hochladen          | Büro- und Geschäftshaus                                                          | Altstadt-Nord Burgmauer 20 Karte                              | |                                                                                             | 16. Dezember 1991  | 6315           |
| weitere Bilder Fotos hochladen          | Wohn- und Geschäftshaus                                                          | Altstadt-Nord Burgmauer 22 Karte                              | |                                                                                             | 29. August 1991    | 6195           |
| weitere Bilder Fotos hochladen          | Wohn- und Geschäftshaus                                                          | Altstadt-Nord Burgmauer 24 Karte                              | |                                                                                             | 22. August 1991    | 6162           |
| Fotos hochladen                         | Wohn- und Geschäftshaus                                                          | Altstadt-Nord Burgmauer 26 Karte                              | |                                                                                             | 30. Oktober 1991   | 6259           |
| weitere Bilder Fotos hochladen          | Fassaden des Wohn- und Geschäftshauses                                           | Altstadt-Nord Burgmauer 28 Karte                              | |                                                                                             | 24. September 1997 | 8161           |
| weitere Bilder Fotos hochladen          | Amtsgericht                                                                      | Altstadt-Nord Burgmauer 33 Karte                              | |                                                                                             | 22. Dezember 1983  | 1932           |
| weitere Bilder Fotos hochladen          | Wohn- und Geschäftshaus („Haus Wefers“)                                          | Altstadt-Nord Burgmauer 60 / Komödienstr. 97 Karte            | Architekt: Karl Band |                                                                                             | 24. Januar 1991    | 5889           |
| Direkt Bild zu diesem Denkmal hochladen | Relieftafel „Schlüsselübergabe an Petrus“                                        | Altstadt-Nord Burgmauer o. Nr.                                | Im Stil des Neoklassizismus. Muschelkalk. Eingebunden in das Umfeld der Domherrensiedlung und bildet einen sich abhebenden Fixpunkt in deren Gartenanlage; nicht öffentlich zugänglich | um 1959                                                                                     | 3. Januar 2000     | 8433           |
| Fotos hochladen                         | Wohnhaus                                                                         | Altstadt-Nord Buttermarkt 1–3 Karte                           | | um 1935                                                                                     | 17. Oktober 1984   | 2721           |
| Fotos hochladen                         | Wohn- und Geschäftshaus                                                          | Altstadt-Nord Buttermarkt 5–7 Karte                           | | um 1935                                                                                     | 12. Juni 1987      | 4176           |
| Fotos hochladen                         | Wohn- und Geschäftshaus                                                          | Altstadt-Nord Buttermarkt 9–11 Karte                          | |                                                                                             | 24. Juli 1989      | 5143           |
| Fotos hochladen                         | Wohn- und Geschäftshaus                                                          | Altstadt-Nord Buttermarkt 16                                  | |                                                                                             | 19. August 1992    | 6594           |
| Fotos hochladen                         | Wohn- und Geschäftshaus                                                          | Altstadt-Nord Buttermarkt 18–20                               | |                                                                                             | 29. August 1991    | 6190           |
| Fotos hochladen                         | Wohn- und Geschäftshaus                                                          | Altstadt-Nord Buttermarkt 22                                  | |                                                                                             | 22. Juli 1985      | 3051           |
| Fotos hochladen                         | Wohn- und Geschäftshaus                                                          | Altstadt-Nord Buttermarkt 23–25                               | |                                                                                             | 23. Juni 1992      | 6548           |
| Fotos hochladen                         | Verwaltungsgebäude                                                               | Altstadt-Nord Buttermarkt 24–30                               | |                                                                                             | 20. Januar 1994    | 7028           |
| Fotos hochladen                         | Wohn- und Geschäftshaus                                                          | Altstadt-Nord Buttermarkt 32                                  | |                                                                                             | 2. Oktober 1992    | 6631           |
| Fotos hochladen                         | Wohnhaus                                                                         | Altstadt-Nord Buttermarkt 33–35                               | |                                                                                             | 15. Juli 1985      | 3038           |
| Fotos hochladen                         | Wohnhaus                                                                         | Altstadt-Nord Buttermarkt 37                                  | |                                                                                             | 1. Dezember 1986   | 3972           |
| Fotos hochladen                         | Wohnhaus                                                                         | Altstadt-Nord Buttermarkt 40                                  | |                                                                                             | 3. November 1981   | 813            |
| Fotos hochladen                         | Wohnhaus                                                                         | Altstadt-Nord Buttermarkt 42                                  | „Delfter Haus“ |                                                                                             | 19. Januar 1983    | 1276           |
| weitere Bilder Fotos hochladen          | Büro- und Verwaltungsgebäude                                                     | Altstadt-Nord Christophstr. 15–21 Karte                       | Architekten: Atelier Düsseldorf | 1953–55                                                                                     | 14. Juni 1993      | 6857           |
| weitere Bilder Fotos hochladen          | Büro- und Verwaltungsgebäude (Gerling)                                           | Altstadt-Nord Christophstr. 23–29 Karte                       | Architekten Bruno Paul und Franz Weber; Wiederaufbau durch das Atelier Düsseldorf 1951 | 1935/36                                                                                     | 14. Juni 1993      | 6858           |
| Fotos hochladen                         | Wohn- und Geschäftshaus                                                          | Neustadt-Nord Clever Str. 1                                   | |                                                                                             | 11. Juni 1985      | 2986           |
| Fotos hochladen                         | Wohnhaus                                                                         | Neustadt-Nord Clever Str. 3                                   | |                                                                                             | 11. September 1992 | 6613           |
| Fotos hochladen                         | Wohnhaus                                                                         | Neustadt-Nord Clever Str. 4                                   | |                                                                                             | 16. November 1989  | 4810           |
| Fotos hochladen                         | Wohnhaus                                                                         | Neustadt-Nord Clever Str. 5                                   | |                                                                                             | 25. April 1986     | 3570           |
| Fotos hochladen                         | Wohnhaus                                                                         | Neustadt-Nord Clever Str. 8                                   | |                                                                                             | 19. März 1987      | 4071           |
| Fotos hochladen                         | Wohnhaus                                                                         | Neustadt-Nord Clever Str. 9                                   | |                                                                                             | 16. März 1992      | 6429           |
| Fotos hochladen                         | Wohnhaus                                                                         | Neustadt-Nord Clever Str. 11                                  | |                                                                                             | 2. November 1981   | 807            |
| Fotos hochladen                         | Wohn- und Geschäftshaus                                                          | Neustadt-Nord Clever Str. 12                                  | |                                                                                             | 11. September 1992 | 6614           |
| Fotos hochladen                         | Wohnhaus                                                                         | Altstadt-Nord Dagobertstr. 30                                 | |                                                                                             | 22. März 1985      | 2851           |
| Fotos hochladen                         | Wohnheim                                                                         | Altstadt-Nord Dagobertstr. 32                                 | |                                                                                             | 1. September 1997  | 8148           |
| Fotos hochladen                         | Wohn- und Geschäftshaus                                                          | Altstadt-Nord Dagobertstr. 65                                 | |                                                                                             | 15. September 1994 | 7204           |
| Fotos hochladen                         | Steinerne Pumpe                                                                  | Altstadt-Nord Dagobertstr. o. Nr.                             | |                                                                                             | 1. Juli 1980       | 31             |
| weitere Bilder Fotos hochladen          | Kirche St. Ursula                                                                | Altstadt-Nord Dechant-Löbbel-Platz 1 Karte                    | |                                                                                             | 21. Mai 1982       | 1012           |
| weitere Bilder Fotos hochladen          | Deutzer Brücke                                                                   | Altstadt-Nord Deutzer Brücke o. Nr. Karte                     | |                                                                                             | 19. Mai 1989       | 4975           |
| weitere Bilder Fotos hochladen          | Wohn- und Geschäftshaus Domkloster 1                                             | Altstadt-Nord Domkloster 1 Karte                              | Architekt: Paul Bonatz | 1927/1928                                                                                   | 29. März 1983      | 1388           |
| weitere Bilder Fotos hochladen          | Büro- u. Geschäftshaus / Blau-Gold-Haus u. Kristallpassage m. Ladeneinbauten     | Altstadt-Nord Domkloster 2 Karte                              | | 1952                                                                                        | 18. Juni 1991      | 6119           |
| weitere Bilder Fotos hochladen          | Hotel (Dom-Hotel)                                                                | Altstadt-Nord Domkloster 2a Karte                             | | 1890–93                                                                                     | 26. November 1990  | 5797           |
| weitere Bilder Fotos hochladen          | Geschäftshaus (Bank f. Gemeinwirtschaft)                                         | Altstadt-Nord Domkloster 3 Karte                              | Architekt: Fritz Schaller | 1951–54                                                                                     | 3. Januar 1990     | 5436           |
| weitere Bilder Fotos hochladen          | Kölner Dom                                                                       | Altstadt-Nord Domkloster 4 Karte                              | |                                                                                             | 18. Januar 1982    | 911            |
| weitere Bilder Fotos hochladen          | Brunnen (Taubenbrunnen)                                                          | Altstadt-Nord Domkloster o. Nr. Karte                         | Künstler: Ewald Mataré | 1950–53                                                                                     | 19. Mai 1989       | 4976           |
| Fotos hochladen                         | Wohnhaus                                                                         | Altstadt-Nord Domstr. 18                                      | |                                                                                             | 24. April 1992     | 6451           |
| Fotos hochladen                         | Wohnhaus                                                                         | Altstadt-Nord Domstr. 26                                      | |                                                                                             | 12. Juni 1985      | 2997           |
| Fotos hochladen                         | Wohnhaus                                                                         | Altstadt-Nord Domstr. 31                                      | |                                                                                             | 23. November 1981  | 832            |
| Fotos hochladen                         | Wohn- und Geschäftshaus                                                          | Altstadt-Nord Domstr. 36                                      | |                                                                                             | 18. Juni 1991      | 6105           |
| Fotos hochladen                         | Wohnhaus                                                                         | Altstadt-Nord Domstr. 39                                      | |                                                                                             | 26. Oktober 1981   | 791            |
| Fotos hochladen                         | Wohnhaus                                                                         | Altstadt-Nord Domstr. 41                                      | |                                                                                             | 27. Oktober 1981   | 797            |
| Fotos hochladen                         | Wohnhaus                                                                         | Altstadt-Nord Domstr. 47                                      | |                                                                                             | 15. Oktober 1981   | 788            |
| Fotos hochladen                         | Wohn- und Geschäftshaus                                                          | Altstadt-Nord Domstr. 62                                      | |                                                                                             | 26. November 1992  | 6686           |
| Fotos hochladen                         | Wohnhaus                                                                         | Altstadt-Nord Domstr. 64                                      | |                                                                                             | 14. August 1984    | 2610           |
| Fotos hochladen                         | Wohnhaus                                                                         | Altstadt-Nord Domstr. 68                                      | |                                                                                             | 26. November 1992  | 6687           |
| Fotos hochladen                         | Wohnhaus                                                                         | Altstadt-Nord Domstr. 70                                      | |                                                                                             | 7. Mai 1992        | 6476           |
| Fotos hochladen                         | Wohn- und Geschäftshaus                                                          | Altstadt-Nord Domstr. 77                                      | |                                                                                             | 11. Juni 1985      | 2987           |
| weitere Bilder Fotos hochladen          | Wohn- und Geschäftshaus                                                          | Altstadt-Nord Drususgasse 1–5 Karte                           | Architekten: Walther H. und Kurt F. Philippson | 1958                                                                                        | 18. Mai 1995       | 7495           |
| weitere Bilder Fotos hochladen          | Büro- und Geschäftshaus                                                          | Altstadt-Nord Drususgasse 7–11 Karte                          | |                                                                                             | 2. April 1992      | 6435           |
| Fotos hochladen                         | Wohn- und Geschäftshaus                                                          | Altstadt-Nord Ehrenstraße 6 Karte                             | |                                                                                             | 10. November 1995  | 7671           |
| Fotos hochladen                         | Wohn- und Geschäftshaus                                                          | Altstadt-Nord Ehrenstraße 21                                  | |                                                                                             | 13. April 1988     | 4555           |
| Fotos hochladen                         | Wohn- und Geschäftshaus                                                          | Altstadt-Nord Ehrenstraße 23                                  | |                                                                                             | 2. Oktober 1984    | 2629           |
| Fotos hochladen                         | Wohn- und Geschäftshaus                                                          | Altstadt-Nord Ehrenstraße 39 Karte                            | |                                                                                             | 14. April 1987     | 4116           |
| Fotos hochladen                         | Wohn- und Geschäftshaus                                                          | Altstadt-Nord Ehrenstraße 40–42 Karte                         | |                                                                                             | 27. November 1995  | 7677           |
| weitere Bilder Fotos hochladen          | Wohn- und Geschäftshaus                                                          | Altstadt-Nord Ehrenstraße 43 Karte                            | |                                                                                             | 30. August 1985    | 3114           |
| Fotos hochladen                         | Wohn- und Geschäftshaus                                                          | Altstadt-Nord Ehrenstraße 44 Karte                            | | um 1895                                                                                     | 27. November 1995  | 7678           |
| weitere Bilder Fotos hochladen          | Skulptur St.-Georgs-Gruppe                                                       | Altstadt-Nord Ehrenstraße 47 Karte                            | |                                                                                             | 22. Juni 1999      | 8409           |
| Fotos hochladen                         | Wohn- und Geschäftshaus                                                          | Altstadt-Nord Ehrenstraße 48 Karte                            | |                                                                                             | 9. Dezember 1994   | 7274           |
| weitere Bilder Fotos hochladen          | Wohn- und Geschäftshaus                                                          | Altstadt-Nord Ehrenstraße 49 Karte                            | |                                                                                             | 16. Juli 1984      | 2521           |
| weitere Bilder Fotos hochladen          | Wohn- und Geschäftshaus                                                          | Altstadt-Nord Ehrenstraße 51 Karte                            | |                                                                                             | 30. August 1995    | 7624           |
| Fotos hochladen                         | Wohn- und Geschäftshaus                                                          | Altstadt-Nord Ehrenstraße 52 Karte                            | |                                                                                             | 18. November 1985  | 3324           |
| weitere Bilder Fotos hochladen          | Wohn- und Geschäftshaus                                                          | Altstadt-Nord Ehrenstraße 53 Karte                            | | um 1880                                                                                     | 31. Juli 1995      | 7533           |
| Fotos hochladen                         | Wohn- und Geschäftshaus                                                          | Altstadt-Nord Ehrenstraße 59 Karte                            | | um 1885–1890                                                                                | 2. Oktober 1984    | 2630           |
| weitere Bilder Fotos hochladen          | Wohn- und Geschäftshaus                                                          | Altstadt-Nord Ehrenstraße 61–63 Karte                         | | 1885–1890                                                                                   | 24. Juni 1988      | 4647           |
| weitere Bilder Fotos hochladen          | Wohn- und Geschäftshaus                                                          | Altstadt-Nord Ehrenstraße 65 Karte                            | |                                                                                             | 22. März 1985      | 2857           |
| Fotos hochladen                         | Wohn- und Geschäftshaus                                                          | Altstadt-Nord Ehrenstraße 66 Karte                            | | um 1890                                                                                     | 2. Oktober 1984    | 2631           |
| weitere Bilder Fotos hochladen          | Wohn- und Geschäftshaus                                                          | Altstadt-Nord Ehrenstraße 68 Karte                            | | um 1880                                                                                     | 2. Oktober 1984    | 2632           |
| weitere Bilder Fotos hochladen          | Wohn- und Geschäftshaus                                                          | Altstadt-Nord Ehrenstraße 69                                  | |                                                                                             | 8. Februar 1988    | 4436           |
| weitere Bilder Fotos hochladen          | Wohn- und Geschäftshaus                                                          | Altstadt-Nord Ehrenstraße 71 Karte                            | | um 1896                                                                                     | 30. August 1995    | 7625           |
| weitere Bilder Fotos hochladen          | Wohn- und Geschäftshaus                                                          | Altstadt-Nord Ehrenstraße 71 a Karte                          | |                                                                                             | 16. Oktober 1985   | 3258           |
| Fotos hochladen                         | Wohn- und Geschäftshaus                                                          | Altstadt-Nord Ehrenstraße 73 Karte                            | | um 1883                                                                                     | 21. Januar 1982    | 954            |
| Fotos hochladen                         | Wohn- und Geschäftshaus                                                          | Altstadt-Nord Ehrenstraße 74 Karte                            | | Erbaut: um 1880, verändert: um 1930 (insbesondere Fassade)                                  | 15. Februar 1995   | 7395           |
| Fotos hochladen                         | Wohn- und Geschäftshaus                                                          | Altstadt-Nord Ehrenstraße 80–82 Karte                         | | um 1910                                                                                     | 7. März 1991       | 5926           |
| Fotos hochladen                         | Wohn- und Geschäftshaus                                                          | Altstadt-Nord Ehrenstraße 84 Karte                            | | um 1895–90                                                                                  | 1. Juli 1986       | 3629           |
| Fotos hochladen                         | Wohn- und Geschäftshaus                                                          | Altstadt-Nord Ehrenstraße 86 Karte                            | | Um 1885–90                                                                                  | 10. Juli 1986      | 3656           |
| Fotos hochladen                         | Wohn- und Geschäftshaus                                                          | Altstadt-Nord Ehrenstraße 88 Karte                            | |                                                                                             | 11. März 1996      | 7788           |
| Fotos hochladen                         | Wohnhaus und Geschäftshaus                                                       | Altstadt-Nord Eigelstein 40 Karte                             | |                                                                                             | 10. Juni 1985      | 2988           |
| Fotos hochladen                         | Wohn- und Geschäftshaus                                                          | Altstadt-Nord Eigelstein 89–91 Karte                          | |                                                                                             | 23. Juni 1989      | 5081           |
| Fotos hochladen                         | Wohn- und Geschäftshaus                                                          | Altstadt-Nord Eigelstein 93 Karte                             | |                                                                                             | 10. April 1985     | 2918           |
| Fotos hochladen                         | Wohn- und Geschäftshaus                                                          | Altstadt-Nord Eigelstein 97 Karte                             | |                                                                                             | 10. April 1985     | 2945           |
| Fotos hochladen                         | Wohn- und Geschäftshaus                                                          | Altstadt-Nord Eigelstein 101 Karte                            | | um 1890                                                                                     | 1. Juli 1980       | 38             |
| Fotos hochladen                         | Wohn- und Geschäftshaus                                                          | Altstadt-Nord Eigelstein 118 Karte                            | |                                                                                             | 16. Oktober 1984   | 2676           |
| Fotos hochladen                         | Wohnhaus                                                                         | Altstadt-Nord Eigelstein 120 Karte                            | |                                                                                             | 2. Oktober 1984    | 2633           |
| Fotos hochladen                         | Wohn- und Geschäftshaus                                                          | Altstadt-Nord Eigelstein 126 Karte                            | | um 1890                                                                                     | 8. Dezember 1986   | 3988           |
| Fotos hochladen                         | Wohn- und Geschäftshaus                                                          | Altstadt-Nord Eigelstein 127 Karte                            | Bis Mitte 2016 Kämpgen, wird hinter denkmalgeschützter Fassade ab 2017 neu aufgebaut, Architekt Kaspar Kraemer, Bauherr Konstantin Neven DuMont Der Denkmalschutz wurde 2021 aufgehoben, der Neubau Wohn- und Geschäftshaus Eigelstein 127-129, Köln-5879.jpg, fertiggestellt 2024, steht nicht unter Denkmalschutz |                                                                                             | 1. April 1993      | 6760           |
| Fotos hochladen                         | Wohn- und Geschäftshaus                                                          | Altstadt-Nord Eigelstein 131 Karte                            | |                                                                                             | 17. August 1984    | 2727           |
| Fotos hochladen                         | Wohn- und Geschäftshaus                                                          | Altstadt-Nord Eigelstein 135 Karte                            | |                                                                                             | 23. Juni 1989      | 5082           |
| Fotos hochladen                         | Wohn- und Geschäftshäuser                                                        | Altstadt-Nord Eigelstein 137–141 Karte                        | | 1890                                                                                        | 12. März 1983      | 1404           |
| weitere Bilder Fotos hochladen          | Eigelsteintorburg                                                                | Altstadt-Nord Eigelstein o. Nr. Karte                         | |                                                                                             | 1. Juli 1980       | 37             |
| weitere Bilder Fotos hochladen          | Wohn- und Geschäftshaus                                                          | Altstadt-Nord Eintrachtstr. 2a Karte                          | | 1895                                                                                        | 27. November 1989  | 5383           |
| Fotos hochladen                         | Wohnhaus                                                                         | Altstadt-Nord Eintrachtstr. 4                                 | |                                                                                             | 17. Oktober 1984   | 2728           |
| Fotos hochladen                         | Wohn- und Geschäftshaus                                                          | Altstadt-Nord Eintrachtstr. 10–12                             | |                                                                                             | 16. November 1987  | 4342           |
| weitere Bilder Fotos hochladen          | Wohnhaus/Hänneschen-Theater                                                      | Altstadt-Nord Eisenmarkt 2–4 Karte                            | |                                                                                             | 1. Juli 1980       | 39             |
| weitere Bilder Fotos hochladen          | Bankgebäude                                                                      | Altstadt-Nord Enggasse 3a–3b Karte                            | |                                                                                             | 15. September 1988 | 4693           |
| weitere Bilder Fotos hochladen          | Wohn- und Geschäftshäuser                                                        | Altstadt-Nord Fischmarkt 1–3 Karte                            | Die Gebäude Fischmarkt 1-3 sind seit August 2023 eingerüstet und bis zum ersten Stockwerk abgerissenen. Die Häuser würden zwar saniert, könnten aber nicht originalgetreu wiederaufgebaut werden. Schuld sei der schlechte Zustand der rund 700 Holzbalken des Fachwerks.                                           | um 1560                                                                                     | 24. August 1983    | 1590           |
| weitere Bilder Fotos hochladen          | Wohn- und Geschäftshaus                                                          | Altstadt-Nord Fischmarkt 5–9 Karte                            | |                                                                                             | 28. Juni 1990      | 5613           |
| Fotos hochladen                         | Wohnhaus                                                                         | Altstadt-Nord Frankenwerft 3                                  | |                                                                                             | 6. Oktober 1986    | 3743           |
| Fotos hochladen                         | Wohn- und Geschäftshaus                                                          | Altstadt-Nord Frankenwerft 7                                  | |                                                                                             | 29. November 1985  | 3349           |
| Fotos hochladen                         | Wohn- und Geschäftshaus                                                          | Altstadt-Nord Frankenwerft 9                                  | |                                                                                             | 19. August 1992    | 6594           |
| Fotos hochladen                         | Wohn- und Geschäftshaus                                                          | Altstadt-Nord Frankenwerft 11                                 | |                                                                                             | 29. August 1991    | 6190           |
| weitere Bilder Fotos hochladen          | Wohnhaus                                                                         | Altstadt-Nord Frankenwerft 13                                 | |                                                                                             | 7. Oktober 1986    | 3746           |
| weitere Bilder Fotos hochladen          | Verwaltungsgebäude                                                               | Altstadt-Nord Frankenwerft 15–17                              | |                                                                                             | 20. Januar 1994    | 7028           |
| Fotos hochladen                         | Haxenhaus zum Rheingarten                                                        | Altstadt-Nord Frankenwerft 19 Karte                           | |                                                                                             | 2. Oktober 1992    | 6631           |
| weitere Bilder Fotos hochladen          | Wohnhaus                                                                         | Altstadt-Nord Frankenwerft 25 Karte                           | |                                                                                             | 3. November 1981   | 813            |
| weitere Bilder Fotos hochladen          | Wohnhaus                                                                         | Altstadt-Nord Frankenwerft 27 Karte                           | |                                                                                             | 19. Januar 1983    | 1276           |
| weitere Bilder Fotos hochladen          | Geschäftshaus (Rhein-Hotel)                                                      | Altstadt-Nord Frankenwerft 31 Karte                           | |                                                                                             | 11. September 1992 | 6617           |
| weitere Bilder Fotos hochladen          | Geschäftshaus (Hotel)                                                            | Altstadt-Nord Frankenwerft 33 Karte                           | |                                                                                             | 5. November 1992   | 6659           |
| weitere Bilder Fotos hochladen          | Wohn- und Geschäftshaus (ehem. Stapelhaus mit Turm)                              | Altstadt-Nord Frankenwerft 35 Karte                           | |                                                                                             | 1. Juli 1980       | 42             |
| Fotos hochladen                         | Baumreihen                                                                       | Altstadt-Nord Frankenwerft o. Nr.                             | |                                                                                             | 1. Juli 1980       | 41             |
| Fotos hochladen                         | Wohn- und Geschäftshaus                                                          | Altstadt-Nord Friesenstr. 7 Karte                             | |                                                                                             | 22. März 1985      | 2858           |
| weitere Bilder Fotos hochladen          | Wohn- und Geschäftshaus (nur Fassade)                                            | Altstadt-Nord Friesenstr. 16 Karte                            | |                                                                                             | 22. März 1985      | 2861           |
| Fotos hochladen                         | Wohn- und Geschäftshaus                                                          | Altstadt-Nord Friesenstr. 19 Karte                            | | um 1860röm                                                                                  | 17. April 1984     | 2258           |
| weitere Bilder Fotos hochladen          | Wohn- und Geschäftshaus                                                          | Altstadt-Nord Friesenstr. 43 Karte                            | Neugotik | um 1890                                                                                     | 9. Dezember 1988   | 4758           |
| weitere Bilder Fotos hochladen          | Wohn- und Geschäftshaus                                                          | Altstadt-Nord Friesenstr. 49 Karte                            | | um 1870                                                                                     | 25. März 1986      | 3523           |
| weitere Bilder Fotos hochladen          | Wohn- und Geschäftshaus                                                          | Altstadt-Nord Friesenstr. 51 Karte                            | Stil der französischen Neorenaissance | um 1870                                                                                     | 16. Oktober 1984   | 2679           |
| weitere Bilder Fotos hochladen          | Wohn- und Geschäftshaus                                                          | Altstadt-Nord Friesenstr. 57 Karte                            | | 1858                                                                                        | 14. Oktober 1988   | 4705           |
| weitere Bilder Fotos hochladen          | Wohn- und Geschäftshaus                                                          | Altstadt-Nord Friesenstr. 58 Karte                            | | um 1870                                                                                     | 3. Dezember 1984   | 2765           |
| weitere Bilder Fotos hochladen          | Wohn- und Geschäftshaus                                                          | Altstadt-Nord Friesenstr. 59 Karte                            | | 1890                                                                                        | 14. Oktober 1988   | 4708           |
| weitere Bilder Fotos hochladen          | Wohnhaus                                                                         | Altstadt-Nord Friesenstr. 61 Karte                            | | um 1870–1880                                                                                | 14. Oktober 1988   | 4706           |
| BW                                      | Hotelfassade (ehem.: Wohn- und Geschäftshaus)                                    | Altstadt-Nord Friesenstr. 63 Karte                            | | 1870-80                                                                                     | 29. November 1988  | 4748           |
| weitere Bilder Fotos hochladen          | Wohn- und Geschäftshaus                                                          | Altstadt-Nord Friesenstr. 64–66 Karte                         | |                                                                                             | 6. März 1989       | 4873           |
| weitere Bilder Fotos hochladen          | Wohnhaus                                                                         | Altstadt-Nord Friesenstr. 69 Karte                            | | um 1870                                                                                     | 16. Oktober 1984   | 2680           |
| weitere Bilder Fotos hochladen          | Wohn- und Geschäftshaus                                                          | Altstadt-Nord Friesenstr. 70 Karte                            | | um 1870                                                                                     | 4. Januar 1988     | 4400           |
| weitere Bilder Fotos hochladen          | Wohn- und Geschäftshaus                                                          | Altstadt-Nord Friesenstr. 71 Karte                            | | 1870                                                                                        | 14. Oktober 1988   | 4707           |
| weitere Bilder Fotos hochladen          | Wohn- und Geschäftshaus                                                          | Altstadt-Nord Friesenstr. 75 Karte                            | | um 1860                                                                                     | 14. Oktober 1988   | 4709           |
| weitere Bilder Fotos hochladen          | Wohn- und Geschäftshaus                                                          | Altstadt-Nord Friesenstr. 77 Karte                            | | 1860/70                                                                                     | 14. Oktober 1988   | 4710           |
| weitere Bilder Fotos hochladen          | Wohn- und Geschäftshaus                                                          | Altstadt-Nord Friesenstr. 79 Karte                            | | 1860/70                                                                                     | 14. Oktober 1988   | 4711           |
| weitere Bilder Fotos hochladen          | Wohn- und Geschäftshaus                                                          | Altstadt-Nord Friesenstr. 81 Karte                            | | 1860/70                                                                                     | 14. Oktober 1988   | 4712           |
| weitere Bilder Fotos hochladen          | Wohn- und Geschäftshaus                                                          | Altstadt-Nord Friesenstr. 83 Karte                            | |                                                                                             | 14. Oktober 1988   | 4713           |
| weitere Bilder Fotos hochladen          | Wohn- und Geschäftshaus                                                          | Altstadt-Nord Friesenstr. 85 Karte                            | |                                                                                             | 20. Dezember 1988  | 4779           |
| Fotos hochladen                         | Wohn- und Geschäftshaus                                                          | Altstadt-Nord Friesenstr. 87 Karte                            | |                                                                                             | 20. Dezember 1988  | 4780           |
| Fotos hochladen                         | Wohn- und Geschäftshaus                                                          | Altstadt-Nord Friesenwall 3                                   | |                                                                                             | 10. August 1989    | 5182           |
| Fotos hochladen                         | Wohn- und Geschäftshaus                                                          | Altstadt-Nord Friesenwall 14 Karte                            | |                                                                                             | 25. Mai 1987       | 4159           |
| weitere Bilder Fotos hochladen          | Wohnhaus (nur Fassade)                                                           | Altstadt-Nord Friesenwall 29 Karte                            | | um 1883/84                                                                                  | 10. Juli 1985      | 3032           |
| Fotos hochladen                         | Wohnhaus                                                                         | Altstadt-Nord Friesenwall 31 Karte                            | | 1883/84                                                                                     | 13. April 1988     | 4556           |
| weitere Bilder Fotos hochladen          | Lagergebäude                                                                     | Altstadt-Nord Friesenwall 32-36 Karte                         | | um 1908                                                                                     | 31. Januar 1995    | 7358           |
| Fotos hochladen                         | Wohnhaus                                                                         | Altstadt-Nord Friesenwall 33 Karte                            | | 1883/84                                                                                     | 11. Januar 1988    | 4411           |
| weitere Bilder Fotos hochladen          | Wohn- und Geschäftshaus                                                          | Altstadt-Nord Friesenwall 38-42 Karte                         | |                                                                                             | 23. Juni 1989      | 5085           |
| weitere Bilder Fotos hochladen          | Wohn- und Geschäftshaus                                                          | Altstadt-Nord Friesenwall 44–46 Karte                         | | 1891                                                                                        | 15. Februar 1982   | 976            |
| Fotos hochladen                         | ehem. Stall- und Wirtschaftsgebäude                                              | Altstadt-Nord Friesenwall 47–49 Karte                         | | um 1883/84                                                                                  | 29. November 1988  | 4749           |
| weitere Bilder Fotos hochladen          | Wohn- und Geschäftshaus                                                          | Altstadt-Nord Friesenwall 52 Karte                            | | um 1885                                                                                     | 22. März 1988      | 4509           |
| weitere Bilder Fotos hochladen          | Wohn- und Geschäftshaus                                                          | Altstadt-Nord Friesenwall 56 Karte                            | |                                                                                             | 10. Juli 1986      | 3657           |
| weitere Bilder Fotos hochladen          | Wohn- und Geschäftshaus                                                          | Altstadt-Nord Friesenwall 58 Karte                            | |                                                                                             | 23. September 1983 | 1605           |
| weitere Bilder Fotos hochladen          | Wohnhaus                                                                         | Altstadt-Nord Friesenwall 62 Karte                            | | 1892                                                                                        | 28. Oktober 1991   | 6240           |
| weitere Bilder Fotos hochladen          | Wohn- und Geschäftshaus                                                          | Altstadt-Nord Friesenwall 64 Karte                            | |                                                                                             | 10. Oktober 1985   | 3241           |
| weitere Bilder Fotos hochladen          | Wohn- und Geschäftshaus                                                          | Altstadt-Nord Friesenwall 66 Karte                            | |                                                                                             | 18. Mai 1995       | 7497           |
| weitere Bilder Fotos hochladen          | Wohn- und Geschäftshaus                                                          | Altstadt-Nord Friesenwall 72 Karte                            | |                                                                                             | 2. August 1983     | 1563           |
| weitere Bilder Fotos hochladen          | Wohnhaus                                                                         | Altstadt-Nord Friesenwall 74 Karte                            | |                                                                                             | 2. September 1985  | 3117           |
| weitere Bilder Fotos hochladen          | Wohn- und Geschäftshaus                                                          | Altstadt-Nord Friesenwall 76 Karte                            | |                                                                                             | 2. August 1983     | 1564           |
| weitere Bilder Fotos hochladen          | Wohn- und Geschäftshaus                                                          | Altstadt-Nord Friesenwall 82 Karte                            | |                                                                                             | 27. Juli 1987      | 4234           |
| weitere Bilder Fotos hochladen          | Wohn- und Geschäftshaus                                                          | Altstadt-Nord Friesenwall 84 Karte                            | | Um 1880–90                                                                                  | 6. Januar 1992     | 6330           |
| weitere Bilder Fotos hochladen          | Wohnhaus                                                                         | Altstadt-Nord Friesenwall 94 Karte                            | | 1905                                                                                        | 1. Juli 1980       | 43             |
| weitere Bilder Fotos hochladen          | Wohnhaus                                                                         | Altstadt-Nord Friesenwall 96–98 Karte                         | Architekt: Johann Georg Eberlein | um 1895                                                                                     | 1. Juli 1980       | 44             |
| weitere Bilder Fotos hochladen          | Wohn- und Geschäftshaus                                                          | Altstadt-Nord Friesenwall 102 Karte                           | |                                                                                             | 18. Dezember 1990  | 5840           |
| weitere Bilder Fotos hochladen          | Wohn- und Geschäftshaus                                                          | Altstadt-Nord Friesenwall 102 a Karte                         | |                                                                                             | 18. Dezember 1990  | 5841           |
| weitere Bilder Fotos hochladen          | Wohn- und Geschäftshaus                                                          | Altstadt-Nord Friesenwall 130 Karte                           | | um 1925                                                                                     | 7. April 1994      | 7099           |
| Fotos hochladen                         | Wohn- und Bürogebäude                                                            | Altstadt-Nord Gereonsdriesch 2–4 Karte                        | |                                                                                             | 21. August 1998    | 8346           |
| Fotos hochladen                         | Wohnhaus (nur Fassade)                                                           | Altstadt-Nord Gereonsdriesch 23 Karte                         | |                                                                                             | 31. Oktober 1989   | 5314           |
| weitere Bilder Fotos hochladen          | Mariensäule                                                                      | Altstadt-Nord Gereonsdriesch o. Nr. Karte                     | | 1857/58                                                                                     | 1. Juli 1980       | 45             |
| weitere Bilder Fotos hochladen          | Platzgestaltung/Grünanlage                                                       | Altstadt-Nord Gereonsdriesch o. Nr. Karte                     | |                                                                                             | 1. Juli 1980       | 46             |
| weitere Bilder Fotos hochladen          | Kirche St. Gereon                                                                | Altstadt-Nord Gereonshof 4 Karte                              | |                                                                                             | 14. Dezember 1981  | 862            |
| weitere Bilder Fotos hochladen          | Büro- und Verwaltungsgebäude (Gerling)                                           | Altstadt-Nord Gereonshof 10 Karte                             | Architekten: Hentrich und Heuser (Planung) und Erich Hennes (Überarbeitung und Realisation) | 1950–53                                                                                     | 14. Juni 1993      | 6860           |
| Fotos hochladen                         | ehem. Garage Gerling-Konzern                                                     | Altstadt-Nord Gereonshof 12 Karte                             | |                                                                                             | 14. Juni 1993      | 6861           |
| weitere Bilder Fotos hochladen          | Büro- und Verwaltungsgebäude                                                     | Altstadt-Nord Gereonshof 14-16 Karte                          | |                                                                                             | 14. Juni 1993      | 6862           |
| Fotos hochladen                         | Wohnhaus                                                                         | Altstadt-Nord Gereonshof 15a                                  | |                                                                                             | 16. November 2005  | 8684           |
| Fotos hochladen                         | Büro- und Verwaltungsgebäude mit Platzanlage                                     | Altstadt-Nord Gereonshof 21-43 Karte                          | | 1956–1958                                                                                   | 14. Juni 1993      | 6859           |
| Fotos hochladen                         | Wohnhaus                                                                         | Altstadt-Nord Gereonshof 47                                   | |                                                                                             | 26. Oktober 1982   | 1146           |
| weitere Bilder Fotos hochladen          | Wohnhaus (nur Fassaden und Dach)                                                 | Altstadt-Nord Gereonskloster 4 Karte                          | | Um 1880                                                                                     | 30. November 2004  | 8672           |
| weitere Bilder Fotos hochladen          | Wohnhaus                                                                         | Altstadt-Nord Gereonskloster 6 Karte                          | | 1892                                                                                        | 13. Januar 1986    | 3393           |
| weitere Bilder Fotos hochladen          | Archiv- und Bibliotheksgebäude                                                   | Altstadt-Nord Gereonskloster 12 Karte                         | | 1893–97                                                                                     | 14. Juni 1993      | 6863           |
| weitere Bilder Fotos hochladen          | Erzbisch. Haus, Priesterseminar m. Kirche,                                       | Altstadt-Nord Gereonskloster 14 Karte                         | Erhalten ist nur die Kapelle St. Joseph des ehemaligen Karmeliterinnenklosters (später Stiftung van Gils). Bis 2009 oder 2010 diente sie dann als Bibliothek des Gerling-Konzerns. Sie befindet sich im Bereich des „Gerling-Quartiers“, das seit 2011 zu einem Wohnviertel umgebaut wird. Architekt: Vincenz Statz | 1862                                                                                        | 14. Juni 1993      | 6864           |
| weitere Bilder Fotos hochladen          | Verwaltungsgebäude m. Archiv                                                     | Altstadt-Nord Gereonstr. 2-4, 14 Karte                        | |                                                                                             | 19. Juni 1992      | 6532           |
| weitere Bilder Fotos hochladen          | Verwaltungsgebäude                                                               | Altstadt-Nord Gereonstr. 18-32 Karte                          | Gereonshaus |                                                                                             | 14. Juni 1988      | 4642           |
| Fotos hochladen                         | Wohn- und Geschäftshaus                                                          | Altstadt-Nord Gereonswall 1-1a Karte                          | |                                                                                             | 21. April 1989     | 4939           |
| Fotos hochladen                         | Wohnhaus                                                                         | Altstadt-Nord Gereonswall 5 Karte                             | | um 1880/90                                                                                  | 17. August 1989    | 5199           |
| Fotos hochladen                         | Wohn- und Geschäftshaus                                                          | Altstadt-Nord Gereonswall 6 Karte                             | | um 1885–90                                                                                  | 3. Dezember 1981   | 840            |
| Fotos hochladen                         | Wohn- und Geschäftshaus                                                          | Altstadt-Nord Gereonswall 8 Karte                             | | um 1890                                                                                     | 22. September 1989 | 5271           |
| Fotos hochladen                         | Wohnhaus                                                                         | Altstadt-Nord Gereonswall 11 Karte                            | |                                                                                             | 31. Oktober 1985   | 3280           |
| Fotos hochladen                         | Wohn- und Geschäftshaus                                                          | Altstadt-Nord Gereonswall 13 Karte                            | | 1895                                                                                        | 23. Juni 1989      | 5091           |
| Fotos hochladen                         | Wohnhaus                                                                         | Altstadt-Nord Gereonswall 23b Karte                           | |                                                                                             | 29. Februar 1988   | 4464           |
| Fotos hochladen                         | Wohn- und Geschäftshaus                                                          | Altstadt-Nord Gereonswall 25 Karte                            | | 1880-1890                                                                                   | 20. Dezember 1985  | 3379           |
| Fotos hochladen                         | Wohnhaus                                                                         | Altstadt-Nord Gereonswall 27 Karte                            | | 1880-1890                                                                                   | 4. Juli 1988       | 4667           |
| Fotos hochladen                         | Wohnhaus                                                                         | Altstadt-Nord Gereonswall 26 Karte                            | | um 1895/90                                                                                  | 14. Juli 1989      | 5133           |
| Fotos hochladen                         | Wohnhaus                                                                         | Altstadt-Nord Gereonswall 32 Karte                            | | 1885-1890                                                                                   | 29. November 1985  | 3351           |
| Fotos hochladen                         | Wohnhaus                                                                         | Altstadt-Nord Gereonswall 34 Karte                            | | um 1885                                                                                     | 25. Juli 1989      | 5145           |
| Fotos hochladen                         | Wohn- und Geschäftshaus                                                          | Altstadt-Nord Gereonswall 36 Karte                            | | zwischen 1885 und 1890                                                                      | 30. August 1982    | 1087           |
| Fotos hochladen                         | Schule und Kindergarten                                                          | Altstadt-Nord Gereonswall 57 Karte                            | Architekt Karl Hell | 1956–1958                                                                                   | 19. Mai 1989       | 4980           |
| weitere Bilder Fotos hochladen          | Stadtbefestigungsturm/ehem. Windmühle (Gereonsmühle) und Stadtmauerrest          | Altstadt-Nord Gereonswall 108 Karte                           | |                                                                                             | 1. Juli 1980       | 47             |
| Fotos hochladen                         | Wohnhaus Hans Schilling                                                          | Altstadt-Nord Gereonswall 110 Karte                           | Architekt Hans Schilling | 1952–1954 (1. Bauabschnitt); ca. Ende der 1960er Jahre (2. Bauabschnitt); Umbau ca. 1980/81 | 8. April 1997      | 8090           |
| Fotos hochladen                         | Wohnhaus                                                                         | Altstadt-Nord Gereonswall 128 Karte                           | | Um 1887                                                                                     | 5. März 1991       | 5911           |
| Fotos hochladen                         | Wohnhaus                                                                         | Altstadt-Nord Gereonswall 130 Karte                           | |                                                                                             | 24. Februar 1986   | 3450           |
| Fotos hochladen                         | Wohn- und Geschäftshaus                                                          | Altstadt-Nord Gereonswall 132 Karte                           | | um 1885-1890                                                                                | 18. Januar 1994    | 7018           |
| weitere Bilder Fotos hochladen          | Verwaltungsgebäude                                                               | Altstadt-Nord Gertrudenstraße 24-28 Karte                     | Architekt: Hermann Eberhard Pflaume |                                                                                             | 22. März 1988      | 4510           |
| weitere Bilder Fotos hochladen          | Wohn- und Geschäftshaus                                                          | Altstadt-Nord Gertrudenstr. 29 Karte                          | |                                                                                             | 12. April 1983     | 1408           |
| Fotos hochladen                         | Wohn- und Geschäftshaus                                                          | Altstadt-Nord Gertrudenstr. 31 Karte                          | |                                                                                             | 12. Juni 1997      | 8106           |
| Fotos hochladen                         | Wohn- und Geschäftshaus                                                          | Altstadt-Nord Gertrudenstr. 33 Karte                          | | um 1870                                                                                     | 18. September 1991 | 6211           |
| weitere Bilder Fotos hochladen          | Wohn- und Geschäftshaus                                                          | Altstadt-Nord Gertrudenstr. 35 Karte                          | | um 1875                                                                                     | 2. November 1994   | 7259           |
| weitere Bilder Fotos hochladen          | Büro- und Geschäftshaus                                                          | Altstadt-Nord Glockengasse 1 Karte                            | Architekt: Wilhelm Riphahn | 1960/61                                                                                     | 2. April 1992      | 6436           |
| weitere Bilder Fotos hochladen          | Büro- und Geschäftshaus „Haus Schwabenland“                                      | Altstadt-Nord Glockengasse 2 Karte                            | Architekt: Wilhelm Koep | 1961/62                                                                                     | 11. September 1992 | 6619           |
| weitere Bilder Fotos hochladen          | Wohn- und Geschäftshaus                                                          | Altstadt-Nord Glockengasse 2a Karte                           | Architekten: Wilhelm u. Rudolf Koep | um 1954                                                                                     | 4. Juni 1991       | 6050           |
| Fotos hochladen                         | Wohn- und Geschäftshaus                                                          | Altstadt-Nord Greesbergstr. 2                                 | |                                                                                             | 9. Juni 1982       | 1048           |
| Fotos hochladen                         | Wohnhaus                                                                         | Altstadt-Nord Greesbergstr. 3                                 | |                                                                                             | 1. September 1989  | 5236           |
| Fotos hochladen                         | Wohn- und Geschäftshaus                                                          | Altstadt-Nord Greesbergstr. 4                                 | |                                                                                             | 30. Mai 1989       | 5059           |
| Fotos hochladen                         | Wohnhaus                                                                         | Altstadt-Nord Greesbergstr. 5                                 | |                                                                                             | 9. Juli 1987       | 4209           |
| Fotos hochladen                         | Wohnhaus                                                                         | Altstadt-Nord Greesbergstr. 7                                 | |                                                                                             | 20. Juni 1989      | 5067           |
| Fotos hochladen                         | Wohn- und Geschäftshaus                                                          | Altstadt-Nord Greesbergstr. 11                                | |                                                                                             | 13. März 1989      | 4876           |
| Fotos hochladen                         | Büro- und Geschäftshaus                                                          | Altstadt-Nord Große Budengasse 10 Karte                       | Architekten Wilhelm und Rudolf Koep | 1960/61                                                                                     | 5. März 1993       | 6750           |
| Fotos hochladen                         | Grinkopf                                                                         | Altstadt-Nord Große Neugasse 34                               | |                                                                                             | 26. Mai 1987       | 4160           |
| weitere Bilder Fotos hochladen          | Wohn- und Geschäftshaus                                                          | Altstadt-Nord Große Sandkaul 24-26 Karte                      | Architekt Victor Klotz | 1913                                                                                        | 26. August 1982    | 1064           |
| weitere Bilder Fotos hochladen          | Haus Neuerburg                                                                   | Altstadt-Nord Gülichplatz 3 Karte                             | Architekt: Emil Felix | 1921–23, 1928/29                                                                            | 16. Oktober 1984   | 2686           |
| weitere Bilder Fotos hochladen          | Brunnen (Fastnachtsbrunnen)                                                      | Altstadt-Nord Gülichplatz Karte                               | Künstler: Georg Grasegger | 1913                                                                                        | 1. Juli 1980       | 50             |
| weitere Bilder Fotos hochladen          | Palatium / Geschäftshaus                                                         | Altstadt-Nord Gürzenichstr. 1-5 Karte                         | |                                                                                             | 13. Januar 1986    | 3394           |
| weitere Bilder Fotos hochladen          | Geschäftshaus (nur Fassaden) Galeria Kaufhof                                     | Altstadt-Nord Gürzenichstr. 2 Karte                           | |                                                                                             | 12. Mai 1989       | 4964           |
| weitere Bilder Fotos hochladen          | Teile der Fassaden und der Innenausstattung (ehem. Verwaltungsgebäude Stadthaus) | Altstadt-Nord Gürzenichstr. 6-16 Karte                        | | 1911–1913                                                                                   | 1. Juli 1980       | 51             |
| Fotos hochladen                         | Madonna am Wohn- und Geschäftshaus                                               | Altstadt-Nord Gürzenichstr. 17 Karte                          | Material: Sandstein |                                                                                             | 24. Februar 1986   | 3452           |
| weitere Bilder Fotos hochladen          | Geschäfts- und Bürogebäude                                                       | Altstadt-Nord Gürzenichstr. 17 Karte                          | |                                                                                             | 18. Dezember 1990  | 5835           |
| Fotos hochladen                         | Wohn- und Geschäftshaus                                                          | Altstadt-Nord Gürzenichstr. 28 Karte                          | Architekt Fritz Zeiger | 1958                                                                                        | 13. April 1993     | 6791           |
| weitere Bilder Fotos hochladen          | Gürzenich                                                                        | Altstadt-Nord Gürzenichstr. o. Nr. Karte                      | |                                                                                             | 1. Juli 1980       | 93             |
| Fotos hochladen                         | Wohn- und Geschäftshaus                                                          | Altstadt-Nord Hafengasse 2                                    | |                                                                                             | 23. Juni 1992      | 6548           |
| Fotos hochladen                         | Wohn- und Geschäftshaus (nur Portal und Keller)                                  | Altstadt-Nord Hamburger Str. 2-4                              | |                                                                                             | 31. Oktober 1989   | 5325           |
| Fotos hochladen                         | Wohnhaus                                                                         | Altstadt-Nord Hamburger Str. 10                               | |                                                                                             | 5. Oktober 1983    | 1650           |
| Fotos hochladen                         | Richmodis-Brauerei: Fabrikgebäude                                                | Altstadt-Nord Herzogstr. 18 Karte                             | |                                                                                             | 28. Juni 1990      | 5612           |
| weitere Bilder Fotos hochladen          | Wohn- und Geschäftshaus „Zur Malzmühle“                                          | Altstadt-Nord Heumarkt 6-8 Karte                              | |                                                                                             | 16. September 1987 | 4271           |
| weitere Bilder Fotos hochladen          | Verwaltungsgebäude (Handwerkskammer)                                             | Altstadt-Nord Heumarkt 12 Karte                               | |                                                                                             | 28. März 1996      | 7830           |
| weitere Bilder Fotos hochladen          | Wohn- und Geschäftshaus „Zum Goldenen Fuß“                                       | Altstadt-Nord Heumarkt 25 Karte                               | Stil: Barock. Errichtet: 1757, Fassadenerneuerung 1928 Wiederaufbau 1950 | 1757                                                                                        | 13. Oktober 1986   | 3759           |
| Fotos hochladen                         | Wohn- und Geschäftshaus                                                          | Altstadt-Nord Heumarkt 39 Karte                               | |                                                                                             | 6. Dezember 1993   | 6994           |
| Fotos hochladen                         | Portal                                                                           | Altstadt-Nord Heumarkt 48 Karte                               | |                                                                                             | 9. September 1993  | 6896           |
| weitere Bilder Fotos hochladen          | Geschäftshaus                                                                    | Altstadt-Nord Heumarkt 52 Karte                               | Architekt Peter Prevoo | 1954                                                                                        | 24. September 1986 | 3736           |
| Fotos hochladen                         | Wohn- und Geschäftshaus                                                          | Altstadt-Nord Heumarkt 54 Karte                               | Architekt: Architekten Franken, später Pohl; Wiederaufbau nach starker Kriegszerstörung in der alten Form von Architekt Peter Prevoo. | um 1937                                                                                     | 20. August 1993    | 6883           |
| Fotos hochladen                         | Wohn- und Geschäftshaus                                                          | Altstadt-Nord Heumarkt 56 Karte                               | Architekt: Peter Prevoo; Wiederaufbau 1952 von Architekt Wilhelm Hartmann im Wesentlichen in der Form des Vorkriegsbaues | 1938                                                                                        | 18. November 1993  | 6972           |
| Fotos hochladen                         | Wohn- und Geschäftshaus                                                          | Altstadt-Nord Heumarkt 58 Karte                               | Architekt: Wilhelm Hartmann | 1952                                                                                        | 28. März 1994      | 7088           |
| Fotos hochladen                         | Wohn- und Geschäftshaus                                                          | Altstadt-Nord Heumarkt 60 Karte                               | Architekt Karl Band | 1936                                                                                        | 28. Oktober 1991   | 6241           |
| weitere Bilder Fotos hochladen          | Ausschank Pfaffen Brauerei Max Päffgen                                           | Altstadt-Nord Heumarkt 62 Karte                               | Stil: Rokoko Ursprünglich dreigeschossig, Erdgeschoss und erstes Obergeschoss original, zweites und drittes Obergeschoss aus den 1960er Jahren | 1776                                                                                        | 30. August 1982    | 1088           |
| weitere Bilder Fotos hochladen          | Verwaltungsgebäude                                                               | Altstadt-Nord Heumarkt 68-70 Karte                            | Erbaut von Architekt Herbert Neubert (Mitarbeit von Artur Wagenknecht) als Erweiterungsbau des Hauses Nr. 72 | 1960                                                                                        | 1. Oktober 1993    | 6932           |
| Fotos hochladen                         | Wohn- und Geschäftshaus                                                          | Altstadt-Nord Heumarkt 69 Karte                               | |                                                                                             | 18. April 1991     | 5977           |
| weitere Bilder Fotos hochladen          | Verwaltungsgebäude                                                               | Altstadt-Nord Heumarkt 72 Karte                               | |                                                                                             | 5. April 2006      | 8699           |
| Fotos hochladen                         | Wohn- und Geschäftshaus                                                          | Altstadt-Nord Heumarkt 73 Karte                               | Architekt: Peter Prevoo | 1957                                                                                        | 30. August 1995    | 7626           |
| weitere Bilder Fotos hochladen          | Wohn- und Geschäftshaus                                                          | Altstadt-Nord Heumarkt 77 Karte                               | | nach 1568                                                                                   | 6. Dezember 1985   | 3362           |
| weitere Bilder Fotos hochladen          | Heumarktdenkmal/Reiterstandbild f. Friedrich Wilhelm III.                        | Altstadt-Nord Heumarkt o. Nr. Karte                           | |                                                                                             | 1. Juli 1980       | 60             |
| Fotos hochladen                         | Wohn- und Geschäftshaus                                                          | Altstadt-Nord Hildeboldplatz 1a                               | |                                                                                             | 8. Februar 1988    | 4437           |
| Fotos hochladen                         | Wohnhaus                                                                         | Altstadt-Nord Hildeboldplatz 1                                | |                                                                                             | 9. Dezember 1987   | 4366           |
| weitere Bilder Fotos hochladen          | Büro- und Verwaltungsgebäude                                                     | Altstadt-Nord Hildeboldplatz 2-18 Karte                       | ehemals Gerling-Versicherungskonzern |                                                                                             | 18. April 2008     | 8721           |
| weitere Bilder Fotos hochladen          | Wohn- und Geschäftshaus                                                          | Altstadt-Nord Hildeboldplatz 7 Karte                          | |                                                                                             | 21. Januar 1982    | 955            |
| Fotos hochladen                         | Wohnhaus                                                                         | Altstadt-Nord Hildeboldplatz 9                                | |                                                                                             | 22. März 1988      | 4511           |
| Fotos hochladen                         | Wohn- und Geschäftshaus                                                          | Altstadt-Nord Hildeboldplatz 11                               | |                                                                                             | 8. Februar 1988    | 4438           |
| Fotos hochladen                         | Wohnhaus                                                                         | Altstadt-Nord Hildeboldplatz 13                               | |                                                                                             | 8. Februar 1988    | 4439           |
| Fotos hochladen                         | Wohnhaus                                                                         | Altstadt-Nord Hildeboldplatz 15                               | |                                                                                             | 3. Juni 1988       | 4632           |
| Fotos hochladen                         | Wohn- und Geschäftshaus                                                          | Altstadt-Nord Hildeboldplatz 17                               | |                                                                                             | 14. April 1988     | 4572           |
| Fotos hochladen                         | Wohn- und Geschäftshaus                                                          | Altstadt-Nord Hildeboldplatz 19                               | |                                                                                             | 22. März 1988      | 4512           |
| weitere Bilder Fotos hochladen          | Büro- und Verwaltungsgebäude (Gerling) mit Platzanlage                           | Altstadt-Nord Hildeboldplatz 20 Karte                         | Architekten: Atelier Düsseldorf | 1958                                                                                        | 14. Juni 1993      | 6865           |
| Fotos hochladen                         | Wohnhaus                                                                         | Altstadt-Nord Hildeboldplatz 21                               | |                                                                                             | 30. August 1982    | 1089           |
| Fotos hochladen                         | Geschäftshaus (Fassade m. Konstruktion/Kaufhof) u. Parkhaus                      | Altstadt-Nord Hohe Str. 27–53 Karte                           | |                                                                                             | 6. Dezember 1990   | 5828           |
| weitere Bilder Fotos hochladen          | Palatium/Geschäftshaus                                                           | Altstadt-Nord Hohe Str. 55–61 Karte                           | |                                                                                             | 13. Januar 1986    | 3394           |
| weitere Bilder Fotos hochladen          | Büro- und Geschäftshaus                                                          | Altstadt-Nord Hohe Str. 85–87 Karte                           | Architekten: Hans und Günther Bunge (Brüder Bunge) | 1950 und 1953 in zwei Bauabschnitten                                                        | 27. September 1993 | 6925           |
| weitere Bilder Fotos hochladen          | Geschäftshaus                                                                    | Altstadt-Nord Hohe Str. 89–91 Karte                           | |                                                                                             | 22. Januar 1993    | 6719           |
| weitere Bilder Fotos hochladen          | Geschäftshaus (Mantelhaus Goertz)                                                | Altstadt-Nord Hohe Str. 93–99 Karte                           | Architekten: Brüder Bunge (Günter Bunge und Hans Bunge). Der Denkmalschutz wurde 2023 aufgehoben | um 1955                                                                                     | 10. Juli 1991      | 6136           |
| Fotos hochladen                         | Büro- und Geschäftshaus                                                          | Altstadt-Nord Hohe Str. 94 Karte                              | |                                                                                             | 26. November 1992  | 6690           |
| weitere Bilder Fotos hochladen          | Büro- und Geschäftshaus                                                          | Altstadt-Nord Hohe Str. 96 Karte                              | Architekt: Engelbert Kutzer | 1949 und 1956 in zwei Bauabschnitten                                                        | 27. September 1993 | 6926           |
| weitere Bilder Fotos hochladen          | Wohn- und Geschäftshaus                                                          | Altstadt-Nord Hohe Str. 114 Karte                             | |                                                                                             | 2. Oktober 1992    | 6635           |
| weitere Bilder Fotos hochladen          | Wohn- u. Geschäftshaus/Fassade mit Kunstobjekt                                   | Altstadt-Nord Hohe Str. 124-126/ Salomongasse 1 Karte         | Mit Plastik „Licht und Bewegung“ von Otto Piene | 1966                                                                                        | 19. Januar 2015    | 8776           |
| weitere Bilder Fotos hochladen          | Hohenzollernbrücke mit Widerlagern und Reiterdenkmälern                          | Altstadt-Nord Hohenzollernbrücke o. Nr. Karte                 | |                                                                                             | 5. August 1997     | 63             |
| Fotos hochladen                         | Wohnhaus                                                                         | Altstadt-Nord Im Glockenring 2 Karte                          | |                                                                                             | 16. Oktober 1984   | 2689           |
| Fotos hochladen                         | Wohnhaus                                                                         | Altstadt-Nord Im Glockenring 13                               | |                                                                                             | 31. August 1989    | 5221           |
| Fotos hochladen                         | Wohnhaus                                                                         | Altstadt-Nord Im Glockenring 17                               | |                                                                                             | 13. Dezember 1982  | 1232           |
| weitere Bilder Fotos hochladen          | Büro- und Verwaltungsgebäude                                                     | Altstadt-Nord Im Klapperhof 20–26 Karte                       | ehemals Gerling-Versicherungskonzern, Architekten: Franz-Heinrich Sobotka und Gustav Müller | 1961–66                                                                                     | 18. April 2008     | 8721           |
| weitere Bilder Fotos hochladen          | Wohnhaus                                                                         | Altstadt-Nord Im Klapperhof 31 Karte                          | | um 1860                                                                                     | 8. März 2002       | 8575           |
| Fotos hochladen                         | Wohnhäuser                                                                       | Altstadt-Nord Im Klapperhof 33a–33b Karte                     | |                                                                                             | 16. Oktober 1984   | 2690           |
| weitere Bilder Fotos hochladen          | Wohn- und Geschäftshaus                                                          | Altstadt-Nord Im Klapperhof 37 Karte                          | |                                                                                             | 3. Januar 2000     | 8434           |
| Fotos hochladen                         | Wohn- und Geschäftshaus                                                          | Altstadt-Nord Im Klapperhof 39 Karte                          | |                                                                                             | 6. März 1989       | 4875           |
| Fotos hochladen                         | Wohnhaus                                                                         | Altstadt-Nord Im Klapperhof 50                                | |                                                                                             | 3. September 1993  | 6903           |
| Fotos hochladen                         | Wohn- und Geschäftshaus                                                          | Altstadt-Nord Im Klapperhof 52                                | |                                                                                             | 22. März 1988      | 4514           |
| Fotos hochladen                         | Wohnhaus                                                                         | Altstadt-Nord Im Stavenhof 1 Karte                            | |                                                                                             | 10. August 1989    | 5166           |
| Fotos hochladen                         | Wohnhaus                                                                         | Altstadt-Nord Im Stavenhof 3 Karte                            | |                                                                                             | 21. Dezember 1987  | 4387           |
| Fotos hochladen                         | Wohnhaus                                                                         | Altstadt-Nord Im Stavenhof 5 Karte                            | |                                                                                             | 9. Dezember 1987   | 4367           |
| Fotos hochladen                         | Wohnhaus                                                                         | Altstadt-Nord Im Stavenhof 8 Karte                            | |                                                                                             | 29. März 1983      | 1389           |
| Fotos hochladen                         | Wohnhaus                                                                         | Altstadt-Nord Im Stavenhof 10 Karte                           | |                                                                                             | 12. April 1983     | 1416           |
| Fotos hochladen                         | Wohnhaus                                                                         | Altstadt-Nord Im Stavenhof 12 Karte                           | |                                                                                             | 30. Mai 1989       | 5058           |
| weitere Bilder Fotos hochladen          | Wohnhaus                                                                         | Altstadt-Nord Im Stavenhof 18 Karte                           | |                                                                                             | 21. Dezember 1987  | 4388           |
| Fotos hochladen                         | Wohnhaus                                                                         | Altstadt-Nord Im Stavenhof 21 Karte                           | |                                                                                             | 17. August 1989    | 5197           |
| Fotos hochladen                         | Wohnhaus                                                                         | Altstadt-Nord Jakordenstr. 6                                  | |                                                                                             | 11. März 1983      | 1354           |
| Fotos hochladen                         | Wohnhaus                                                                         | Altstadt-Nord Jakordenstr. 8                                  | |                                                                                             | 20. April 1989     | 4935           |
| Fotos hochladen                         | Erzbisch. Haus, Priesterseminar m. Kirche, Verwaltungsgebäude m. Archiv          | Altstadt-Nord Kardinal-Frings-Str. 8–12 Karte                 | |                                                                                             | 19. Juni 1992      | 6532           |
| Direkt Bild zu diesem Denkmal hochladen | Standbild (sitzende Madonna mit Kind)                                            | Altstadt-Nord Kardinal-Frings-Str. 10                         | nicht öffentlich zugänglich |                                                                                             | 18. März 1997      | 8058           |
| weitere Bilder Fotos hochladen          | Büro- und Geschäftshaus                                                          | Altstadt-Nord Kardinal-Höffner-Platz 1 Karte                  | Alte Adresse: Unter Fettenhennen 19; Touristeninformation; Architekt Hans Joachim Lohmeyer | 1955                                                                                        | 19. Mai 1989       | 5008           |
| weitere Bilder Fotos hochladen          | Geschäfts- und Verwaltungsgebäude                                                | Altstadt-Nord Kattenbug 18-24/Unter Sachsenhausen 37 Karte    | Architekt: Peter Behrens | 1914                                                                                        | 10. Dezember 1986  | 3996           |
| Fotos hochladen                         | Wohnhaus                                                                         | Altstadt-Nord Kettengasse 3 Karte                             | |                                                                                             | 21. Dezember 1983  | 1952           |
| Fotos hochladen                         | Wohn- und Geschäftshaus                                                          | Altstadt-Nord Kettengasse 4 Karte                             | | um 1880                                                                                     | 28. September 1983 | 1631           |
| Fotos hochladen                         | Wohnhaus                                                                         | Altstadt-Nord Kettengasse 6 Karte                             | |                                                                                             | 11. November 1985  | 3313           |
| weitere Bilder Fotos hochladen          | Wohn- und Geschäftshaus                                                          | Altstadt-Nord Kleine Budengasse 1–3 Karte                     | Architekt Toni Schunk. | 1958/59                                                                                     | 25. November 1991  | 6304           |
| weitere Bilder Fotos hochladen          | Teile der Fassaden und der Innenausstattung (ehem. Verwaltungsgebäude Stadthaus) | Altstadt-Nord Kleine Sandkaul o. Nr. Karte                    | |                                                                                             | 1. Juli 1980       | 51             |
| weitere Bilder Fotos hochladen          | Minoritenkirche                                                                  | Altstadt-Nord Kolpingplatz 2 Karte                            | |                                                                                             | 18. Januar 1982    | 927            |
| Fotos hochladen                         | Büro- und Verwaltungsgebäude                                                     | Altstadt-Nord Kolpingplatz 5–11 Karte                         | Architekten: Dominikus Böhm; Gottfried Böhm (Erweiterungsbau) | 1929–30; 1970–72 (Erweiterungsbau)                                                          | 24. Februar 1993   | 6742           |
| weitere Bilder Fotos hochladen          | Kleindenkmal - Kolpingdenkmal                                                    | Altstadt-Nord Kolpingplatz o. Nr. Karte                       | Künstler: Johann Baptist Schreiner | 1903                                                                                        | 1. Juli 1980       | 76             |
| weitere Bilder Fotos hochladen          | Kath. Pfarrkirche St. Kolumba / Madonna i.d. Trümmern                            | Altstadt-Nord Kolumbastr. 2 Karte                             | |                                                                                             | 24. Mai 1982       | 1016           |
| Fotos hochladen                         | Wohn- und Geschäftshaus                                                          | Altstadt-Nord Kolumbastr. 5 Karte                             | Architekt Wilhelm Frielingsdorf | Um 1956                                                                                     | 9. Juli 1991       | 6130           |
| weitere Bilder Fotos hochladen          | Geschäftshaus                                                                    | Altstadt-Nord Komödienstr. 2 Karte                            | Pavillongebäude, erbaut für die Sparkasse der Stadt Köln. Architekten: Theodor Kelter und Joachim Schürmann | 1956                                                                                        | 22. Februar 2000   | 8455           |
| weitere Bilder Fotos hochladen          | Dominikanerkloster                                                               | Altstadt-Nord Komödienstr. 4–8 Karte                          | Architekt: Karl Band | 1956                                                                                        | 12. Juni 1997      | 8109           |
| Fotos hochladen                         | Wohn- und Geschäftshaus                                                          | Altstadt-Nord Komödienstr. 5 Karte                            | Architekt Gisbert Barthel | 1949–50 (1. Bauabschnitt) und 1953–54 (2. Bauabschnitt)                                     | 6. September 1991  | 6207           |
| Fotos hochladen                         | Wohn- und Geschäftshaus                                                          | Altstadt-Nord Komödienstr. 7 Karte                            | | um 1954                                                                                     | 30. Oktober 1991   | 6261           |
| Fotos hochladen                         | Wohn- und Geschäftshaus                                                          | Altstadt-Nord Komödienstr. 9 Karte                            | Architekt Wilhelm Koep | 1955/56                                                                                     | 29. August 1991    | 6198           |
| Fotos hochladen                         | Wohn- und Geschäftshaus                                                          | Altstadt-Nord Komödienstr. 11 Karte                           | Architekt Peter Neufert | 1955                                                                                        | 30. Oktober 1991   | 6260           |
| weitere Bilder Fotos hochladen          | Wohn- und Geschäftshaus                                                          | Altstadt-Nord Komödienstr. 13 Karte                           | Architekt Hermann Zander | 1955–57                                                                                     | 29. August 1991    | 6201           |
| weitere Bilder Fotos hochladen          | Wohn- und Geschäftshaus                                                          | Altstadt-Nord Komödienstr. 15 Karte                           | Architekt Hans J. Lohmeyer | 1958/59                                                                                     | 19. August 1992    | 6598           |
| weitere Bilder Fotos hochladen          | Wohn- und Geschäftshaus                                                          | Altstadt-Nord Komödienstr. 17 Karte                           | Architekt G. H. Koch | 1956/57                                                                                     | 28. Oktober 1991   | 6246           |
| weitere Bilder Fotos hochladen          | Geschäftshaus (ehem. Hotel)                                                      | Altstadt-Nord Komödienstr. 19 Karte                           | Architekt Paul Schykowsky | 1958                                                                                        | 16. Januar 1992    | 6349           |
| weitere Bilder Fotos hochladen          | Wohn- und Geschäftshaus (nur Fassade Komödienstraße)                             | Altstadt-Nord Komödienstr. 34 Karte                           | |                                                                                             | 4. Dezember 1990   | 5803           |
| weitere Bilder Fotos hochladen          | Büro- und Geschäftshaus                                                          | Altstadt-Nord Komödienstr. 39 Karte                           | |                                                                                             | 29. August 1991    | 6194           |
| weitere Bilder Fotos hochladen          | Büro- und Geschäftshaus                                                          | Altstadt-Nord Komödienstr. 41                                 | |                                                                                             | 16. Dezember 1991  | 6315           |
| weitere Bilder Fotos hochladen          | Wohn- und Geschäftshaus                                                          | Altstadt-Nord Komödienstr. 43 Karte                           | 1959–61 |                                                                                             | 29. August 1991    | 6195           |
| Fotos hochladen                         | Wohn- und Geschäftshaus                                                          | Altstadt-Nord Komödienstr. 44                                 | |                                                                                             | 11. März 1983      | 1355           |
| weitere Bilder Fotos hochladen          | Wohn- und Geschäftshaus                                                          | Altstadt-Nord Komödienstr. 45 Karte                           | Architekten W. Borgard u. F. Volmer | 1957–59                                                                                     | 22. August 1991    | 6162           |
| Fotos hochladen                         | Wohn- und Geschäftshaus                                                          | Altstadt-Nord Komödienstr. 47 Karte                           | Architekt Wilhelm Koep | 1958/59                                                                                     | 30. Oktober 1991   | 6259           |
| weitere Bilder Fotos hochladen          | Fassaden des Wohn- und Geschäftshauses                                           | Altstadt-Nord Komödienstr. 49 Karte                           | Architekt: Friedrich Wilhelm Hölzel | 1962                                                                                        | 24. September 1997 | 8161           |
| weitere Bilder Fotos hochladen          | Wohn- und Geschäftshaus                                                          | Altstadt-Nord Komödienstr. 97 / Burgmauer 60 Karte            | |                                                                                             | 24. Januar 1991    | 5889           |
| weitere Bilder Fotos hochladen          | röm. Stadtmauerreste, („Lysolphturm“ u. „Sarg d. Agrippina“), Römerbrunnen       | Altstadt-Nord Komödienstr. o. Nr. Karte                       | |                                                                                             | 1. Juli 1980       | 77             |
| Direkt Bild zu diesem Denkmal hochladen | Kleindenkmal (Albertus-Magnus-Statue)                                            | Altstadt-Nord Komödienstr. o. Nr.                             | in der Kirche St. Andreas |                                                                                             | 1. Juli 1980       | 78             |
| weitere Bilder Fotos hochladen          | Verwaltungsgebäude/Bundesbahndirektion                                           | Altstadt-Nord Konrad-Adenauer-Ufer 3 Karte                    | |                                                                                             | 9. Februar 1987    | 4031           |
| Fotos hochladen                         | Wohnhaus                                                                         | Altstadt-Nord Konrad-Adenauer-Ufer 5 Karte                    | |                                                                                             | 9. Februar 1987    | 4032           |
| Fotos hochladen                         | Wohn- und Bürogebäude                                                            | Altstadt-Nord Konrad-Adenauer-Ufer 31-33 Karte                | Architekt: Josef Rausch | 1956                                                                                        | 3. Dezember 1993   | 6982           |
| Fotos hochladen                         | Wohn- und Geschäftshaus                                                          | Altstadt-Nord Konrad-Adenauer-Ufer 37 Karte                   | |                                                                                             | 8. Februar 1988    | 4441           |
| weitere Bilder Fotos hochladen          | Verwaltungsgebäude Rheinbraun                                                    | Altstadt-Nord Konrad-Adenauer-Ufer 55-61 Karte                | |                                                                                             | 30. Mai 1984       | 2447           |
| Fotos hochladen                         | Allee                                                                            | Altstadt-Nord Konrad-Adenauer-Ufer o. Nr. Karte               | | um 1900                                                                                     | 1. Juli 1980       | 79             |
| Fotos hochladen                         | Büro- und Geschäftshaus "Industriehof"                                           | Altstadt-Nord Krebsgasse 5 Karte                              | Architekt Jacob Koerfer | 1922/1923                                                                                   | 6. März 1992       | 6411           |
| Fotos hochladen                         | Wohn- und Geschäftshaus                                                          | Altstadt-Nord Kunibertsgasse 5 Karte                          | |                                                                                             | 1. April 1993      | 6759           |
| weitere Bilder Fotos hochladen          | Kirche St. Kunibert                                                              | Altstadt-Nord Kunibertskloster 6 Karte                        | |                                                                                             | 14. Dezember 1981  | 868            |
| Fotos hochladen                         | Portale                                                                          | Altstadt-Nord Kunibertskloster 16 Karte                       | Reste der ehemaligen Propstei St. Kunibert |                                                                                             | 17. Oktober 1984   | 2730           |
| Fotos hochladen                         | Wohnhaus                                                                         | Altstadt-Nord Kunibertskloster 16 Karte                       | |                                                                                             | 15. September 1994 | 7202           |
| weitere Bilder Fotos hochladen          | Wohn- und Bürogebäude                                                            | Altstadt-Nord Kunibertsklostergasse 1 Karte                   | |                                                                                             | 3. Dezember 1993   | 6990           |
| weitere Bilder Fotos hochladen          | Pfarrhaus und Kindergarten von St. Kunibert                                      | Altstadt-Nord Kunibertsklostergasse 2 Karte                   | |                                                                                             | 18. Januar 1994    | 7011           |
| Fotos hochladen                         | Jugendfreizeitheim mit Küsterwohnung für St. Kunibert                            | Altstadt-Nord Kunibertsklostergasse 3 Karte                   | |                                                                                             | 18. Januar 1994    | 7010           |
| Fotos hochladen                         | Wohn- und Geschäftshaus                                                          | Altstadt-Nord Kupfergasse 6-8 Karte                           | | um 1892                                                                                     | 26. Juli 1985      | 3076           |
| Fotos hochladen                         | Wohn- und Geschäftshaus                                                          | Altstadt-Nord Kupfergasse 10 Karte                            | | um 1890                                                                                     | 20. Januar 1986    | 3407           |
| weitere Bilder Fotos hochladen          | Wohn- und Geschäftshaus                                                          | Altstadt-Nord Kupfergasse 12 Karte                            | | um 1890                                                                                     | 3. Juli 1990       | 5615           |
| weitere Bilder Fotos hochladen          | Wohn- und Geschäftshaus                                                          | Altstadt-Nord Kupfergasse 14-16 Karte                         | | um 1890                                                                                     | 6. Dezember 1990   | 5827           |
| Fotos hochladen                         | Geschäfts- und Gesellschaftshaus                                                 | Altstadt-Nord Laurenzplatz 5                                  | |                                                                                             | 20. August 1993    | 6892           |
| Fotos hochladen                         | Wohn- und Geschäftshaus                                                          | Altstadt-Nord Lintgasse 4 Karte                               | |                                                                                             | 18. Juni 1991      | 6101           |
| Fotos hochladen                         | Wohnhaus                                                                         | Altstadt-Nord Lintgasse 6 Karte                               | |                                                                                             | 13. Oktober 1986   | 3762           |
| Fotos hochladen                         | Wohn- und Geschäftshaus                                                          | Altstadt-Nord Lintgasse 10-12 Karte                           | |                                                                                             | 20. August 1993    | 6886           |
| weitere Bilder Fotos hochladen          | Wohn- und Geschäftshaus                                                          | Altstadt-Nord Lintgasse 14 Karte                              | |                                                                                             | 2. Mai 1991        | 6036           |
| Fotos hochladen                         | Fassaden u. Dach d. Wohn- und Geschäftshaus                                      | Altstadt-Nord Lintgasse 16 Karte                              | |                                                                                             | 30. August 2000    | 8485           |
| Fotos hochladen                         | Wohn- und Geschäftshaus                                                          | Altstadt-Nord Lintgasse 18-20 Karte                           | |                                                                                             | 31. Juli 1995      | 7537           |
| Fotos hochladen                         | Wohnhaus                                                                         | Altstadt-Nord Lintgasse 22-26 Karte                           | |                                                                                             | 1. Juli 1980       | 84             |
| weitere Bilder Fotos hochladen          | Büro- und Geschäftshaus                                                          | Altstadt-Nord Ludwigstraße 6 Karte                            | Westdeutsche Landesbank Girozentrale (ehemals Rheinische Girozentrale und Provinzialbank Köln), Architekt: Hans Schumacher | 1953–55                                                                                     | 15. November 1996  | 8010           |
| weitere Bilder Fotos hochladen          | Wohn- und Geschäftshaus                                                          | Altstadt-Nord Ludwigstr. 17 Karte                             | Architekt: Fritz Ruempler | 1956/57                                                                                     | 11. September 1992 | 6608           |
| weitere Bilder Fotos hochladen          | Kreuzkirche u. Gemeindehaus                                                      | Altstadt-Nord Machabäerstr. 26 a Karte                        | |                                                                                             | 19. April 1982     | 993            |
| Fotos hochladen                         | Wohn- und Geschäftshaus                                                          | Altstadt-Nord Machabäerstr. 31 Karte                          | |                                                                                             | 18. Juni 1991      | 6106           |
| Fotos hochladen                         | Verwaltungsgebäude                                                               | Altstadt-Nord Machabäerstr. 36                                | |                                                                                             | 12. Januar 1989    | 4792           |
| weitere Bilder Fotos hochladen          | Ursulinenkirche St. Corpus Christi                                               | Altstadt-Nord Machabäerstr. 45 Karte                          | |                                                                                             | 18. Januar 1982    | 922            |
| weitere Bilder Fotos hochladen          | Wohnhaus                                                                         | Altstadt-Nord Machabäerstr. 56 Karte                          | | 1869                                                                                        | 21. Dezember 1987  | 4390           |
| weitere Bilder Fotos hochladen          | Wohnhaus (heute: Hotel mit Restaurant)                                           | Altstadt-Nord Machabäerstr. 63 Karte                          | | 1895                                                                                        | 4. Juni 1991       | 6071           |
| Fotos hochladen                         | Wohn- und Verwaltungsgebäude (Dompropstei)                                       | Altstadt-Nord Margarethenkloster 5 Karte                      | | 1954                                                                                        | 23. Juli 1992      | 6573           |
| weitere Bilder Fotos hochladen          | Kapelle St. Maria Ablass                                                         | Altstadt-Nord Maria-Ablaß-Platz 14 Karte                      | |                                                                                             | 24. Mai 1982       | 1018           |
| weitere Bilder Fotos hochladen          | Verwaltungsgebäude                                                               | Altstadt-Nord Maria-Ablaß-Platz 15, heute Börsenplatz 1 Karte | Für die Concordia-Versicherung von Wilhelm Riphahn errichtet. 2005 wurde das Gebäude saniert und durch einen Neubau ergänzt. | 1950–1952                                                                                   | 19. Juni 1992      | 6535           |
| Fotos hochladen                         | Wohn- und Geschäftshaus                                                          | Altstadt-Nord Markmannsgasse 3                                | |                                                                                             | 9. Juni 1986       | 3617           |
| Fotos hochladen                         | Wohn- und Geschäftshaus                                                          | Altstadt-Nord Markmannsgasse 5                                | |                                                                                             | 19. Mai 1989       | 4998           |
| Fotos hochladen                         | Wohn- und Geschäftshaus                                                          | Altstadt-Nord Markmannsgasse 7 Karte                          | | 1937                                                                                        | 1. Juli 1980       | 91             |
| weitere Bilder Fotos hochladen          | Wohn- und Hotelgebäude                                                           | Altstadt-Nord Markmannsgasse 15 Karte                         | | 1952                                                                                        | 14. Oktober 1988   | 4715           |
| weitere Bilder Fotos hochladen          | Wohnhausgruppe                                                                   | Altstadt-Nord Marsplatz 3-5 Karte                             | | 1549–55 (nach Kriegszerstörung 1953–56 wieder aufgebaut)                                    | 28. September 1981 | 774            |
| weitere Bilder Fotos hochladen          | Steinerne Pumpe                                                                  | Altstadt-Nord Marsplatz o. Nr. Karte                          | |                                                                                             | 1. Juli 1980       | 92             |
| Fotos hochladen                         | Kirche Groß St. Martin                                                           | Altstadt-Nord Martinspförtchen 8 Karte                        | |                                                                                             | 7. Dezember 1981   | 851            |
| Fotos hochladen                         | Wohn- und Geschäftshaus                                                          | Altstadt-Nord Martinstr. 10                                   | Eckhaus. Hauptadresse: Gürzenichtstr. 28 | 1958                                                                                        | 13. April 1993     | 6791           |
| weitere Bilder Fotos hochladen          | Gürzenich                                                                        | Altstadt-Nord Martinstr. 29-31 Karte                          | |                                                                                             | 1. Juli 1980       | 93             |
| weitere Bilder Fotos hochladen          | Wohn- und Geschäftshaus                                                          | Altstadt-Nord Marzellenstr. 1 Karte                           | | um 1912                                                                                     | 29. März 1985      | 2913           |
| Fotos hochladen                         | Wohn- und Geschäftshaus                                                          | Altstadt-Nord Marzellenstr. 2-8 Karte                         | |                                                                                             | 4. Juni 1987       | 4167           |
| Fotos hochladen                         | Excelsior Hotel Ernst                                                            | Altstadt-Nord Marzellenstr. 10-12 Karte                       | |                                                                                             | 16. November 1990  | 5784           |
| weitere Bilder Fotos hochladen          | Sozialgericht                                                                    | Altstadt-Nord Marzellenstr. 11 Karte                          | | 1923/24                                                                                     | 8. Februar 1995    | 7381           |
| weitere Bilder Fotos hochladen          | Postbank/ehem. Postscheckamt (heute Hotel Hilton)                                | Altstadt-Nord Marzellenstr. 13-19 Karte                       | |                                                                                             | 20. August 1998    | 7321           |
| Fotos hochladen                         | Fassade des Verwaltungsgebäudes                                                  | Altstadt-Nord Marzellenstr. 21 Karte                          | | um 1912                                                                                     | 18. Juli 1996      | 7915           |
| Fotos hochladen                         | Wohn- und Geschäftshaus                                                          | Altstadt-Nord Marzellenstr. 25 Karte                          | Architekt: Hans Schilling | 1954/55                                                                                     | 31. Januar 1995    | 7360           |
| weitere Bilder Fotos hochladen          | Wohnhaus                                                                         | Altstadt-Nord Marzellenstr. 26 Karte                          | |                                                                                             | 14. Februar 2000   | 8451           |
| weitere Bilder Fotos hochladen          | Wohnhaus                                                                         | Altstadt-Nord Marzellenstr. 28 Karte                          | |                                                                                             | 14. Februar 2000   | 8452           |
| weitere Bilder Fotos hochladen          | Kirche St. Mariae Himmelfahrt                                                    | Altstadt-Nord Marzellenstr. 30 Karte                          | |                                                                                             | 14. Dezember 1981  | 870            |
| Fotos hochladen                         | Kirchliches Verwaltungsgebäude (ehem. Jesuitenkolleg)                            | Altstadt-Nord Marzellenstr. 32 Karte                          | |                                                                                             | 18. Januar 1982    | 924            |
| Fotos hochladen                         | Kirchliches Verwaltungsgebäude / Erzbisch. Generalvikariat                       | Altstadt-Nord Marzellenstr. 32 Karte                          | |                                                                                             | 7. März 1994       | 7056           |
| weitere Bilder Fotos hochladen          | Büro- und Geschäftshaus                                                          | Altstadt-Nord Mittelstr. 1 Karte                              | Architekt: Gerd Rose | 1954                                                                                        | 1. September 1997  | 8144           |
| Fotos hochladen                         | Geschäfts- und Bürogebäude (Bazaar de Cologne)                                   | Altstadt-Nord Mittelstr. 12-14                                | |                                                                                             | 12. Januar 1989    | 4791           |
| weitere Bilder Fotos hochladen          | Wohn- und Geschäftshaus                                                          | Altstadt-Nord Mittelstr. 50 Karte                             | | 1890–1895                                                                                   | 16. März 1988      | 4503           |
| Fotos hochladen                         | Wohnhaus                                                                         | Altstadt-Nord Mohrenstr. 2 Karte                              | | 1906/07                                                                                     | 30. Januar 2001    | 8318           |
| Fotos hochladen                         | Wohnhaus                                                                         | Altstadt-Nord Mohrenstr. 4 Karte                              | | 1905                                                                                        | 10. Juni 1988      | 4638           |
| Fotos hochladen                         | Wohnhaus                                                                         | Altstadt-Nord Mohrenstr. 43 Karte                             | | um 1870/1880                                                                                | 4. September 1981  | 761            |
| weitere Bilder Fotos hochladen          | Vorderfassade/Peters Brauhaus                                                    | Altstadt-Nord Mühlengasse 1–15 Karte                          | |                                                                                             | 1. Juli 1980       | 99             |